# Skisprung-Weltcup 2024/25
Der Skisprung-Weltcup 2024/25 war die höchste Wettkampfklasse im Skispringen. Der Weltcup wurde bei den Herren vom 22. November 2024 bis zum 30. März 2025 in neun Ländern ausgetragen. Der Damen-Weltcup wurde vom 22. November 2024 bis zum 21. März 2025 ebenfalls in neun Ländern ausgetragen.
Die Saison wurde von den Nordischen Skiweltmeisterschaften 2025 in Trondheim unterbrochen, weshalb am Wochenende vor der Weltmeisterschaft bei den Herren kein Wettkampf stattfand.

## Herren

### Weltcup-Übersicht
Im Oktober 2023 besprach die FIS-Skisprungkommission in Klingenthal erste Entwürfe für einen Kalender.
Der Herren-Weltcup startete am 23. November in Lillehammer, nachdem dort am Vortag zum ersten Mal seit 2013 wieder ein Mixed-Team-Wettbewerb stattfand. Um Silvester wurde, wie jedes Jahr, die Vierschanzentournee ausgetragen. Danach sollte in Val di Fiemme der Test für die Olympischen Winterspiele 2026 stattfinden. Dieser musste allerdings abgesagt werden, da der Anlagenumbau nicht rechtzeitig abgeschlossen sein wird. Der Test soll nun im Sommer-Grand-Prix nachgeholt werden; am betreffenden Wochenende fanden keine Wettbewerbe statt. Ende Januar fand die Generalprobe für die Skiflug-Weltmeisterschaft 2026 in Oberstdorf statt. Im Februar gab es, wie schon im Vorjahr, jeweils zwei Wettkämpfe in Lake Placid und Sapporo. Nach der Nordischen Skiweltmeisterschaft in Trondheim fand die Raw Air statt, die allerdings nur aus drei Einzelwettbewerben bestand. Die Saison endete am 30. März wie gewohnt in Planica.
Beim letzten Wettkampf der Saison in Planica sprang Domen Prevc mit 254,5 m einen neuen Weltrekord.
| Datum                                                                       | Ort                                | Schanze                            | Bemerkung                          | Sieger                                                              | Zweiter                                                                   | Dritter                                                                                       | Gelbes Trikot     |
| --------------------------------------------------------------------------- | ---------------------------------- | ---------------------------------- | ---------------------------------- | ------------------------------------------------------------------- | ------------------------------------------------------------------------- | --------------------------------------------------------------------------------------------- | ----------------- |
| 23.11.2024                                                                  | Lillehammer                        | Lysgårdsbakken HS140               | Nacht                              | Pius Paschke                                                        | Daniel Tschofenig                                                         | Maximilian Ortner                                                                             | Pius Paschke      |
| 24.11.2024                                                                  | Lillehammer                        | Lysgårdsbakken HS140               | Nacht                              | Jan Hörl                                                            | Pius Paschke                                                              | Daniel Tschofenig                                                                             | Pius Paschke      |
| 30.11.2024                                                                  | Ruka                               | Rukatunturi-Schanze HS142          | Nacht                              | Pius Paschke                                                        | Jan Hörl                                                                  | Stefan Kraft                                                                                  | Pius Paschke      |
| 01.12.2024 1                                                                | Ruka                               | Rukatunturi-Schanze HS142          | Nacht                              | Andreas Wellinger                                                   | Stefan Kraft                                                              | Karl Geiger                                                                                   | Pius Paschke      |
| 07.12.2024                                                                  | Wisła                              | Malinka HS134                      | Nacht                              | Daniel Tschofenig                                                   | Gregor Deschwanden                                                        | Pius Paschke                                                                                  | Pius Paschke      |
| 08.12.2024                                                                  | Wisła                              | Malinka HS134                      | Nacht                              | Pius Paschke                                                        | Jan Hörl                                                                  | Stefan Kraft                                                                                  | Pius Paschke      |
| 13.12.2024                                                                  | Titisee-Neustadt                   | Hochfirstschanze HS142             | Super Team Nacht                   | DeutschlandAndreas Wellinger Pius Paschke                           | ÖsterreichDaniel Tschofenig Jan Hörl                                      | NorwegenHalvor Egner Granerud Kristoffer Eriksen Sundal                                       | Pius Paschke      |
| 14.12.2024                                                                  | Titisee-Neustadt                   | Hochfirstschanze HS142             | Nacht                              | Pius Paschke                                                        | Gregor Deschwanden                                                        | Daniel Tschofenig                                                                             | Pius Paschke      |
| 15.12.2024                                                                  | Titisee-Neustadt                   | Hochfirstschanze HS142             | Nacht                              | Pius Paschke                                                        | Michael Hayböck                                                           | Kristoffer Eriksen Sundal                                                                     | Pius Paschke      |
| 21.12.2024                                                                  | Engelberg                          | Gross-Titlis-Schanze HS140         | Nacht                              | Jan Hörl                                                            | Daniel Tschofenig                                                         | Gregor Deschwanden                                                                            | Pius Paschke      |
| 22.12.2024                                                                  | Engelberg                          | Gross-Titlis-Schanze HS140         | Nacht                              | Daniel Tschofenig                                                   | Jan Hörl                                                                  | Stefan Kraft                                                                                  | Pius Paschke      |
| 73. Vierschanzentournee                                                     |                                    |                                    |                                    |                                                                     |                                                                           |                                                                                               | Pius Paschke      |
| 29.12.2024                                                                  | Oberstdorf                         | Schattenbergschanze HS137          | Nacht                              | Stefan Kraft                                                        | Jan Hörl                                                                  | Daniel Tschofenig                                                                             | Pius Paschke      |
| 01.01.2025                                                                  | Garmisch-Partenkirchen             | Große Olympiaschanze HS142         |                                    | Daniel Tschofenig                                                   | Gregor Deschwanden                                                        | Michael Hayböck                                                                               | Daniel Tschofenig |
| 04.01.2025                                                                  | Innsbruck                          | Bergiselschanze HS128              |                                    | Stefan Kraft                                                        | Jan Hörl                                                                  | Daniel Tschofenig                                                                             | Daniel Tschofenig |
| 06.01.2025                                                                  | Bischofshofen                      | Paul-Außerleitner-Schanze HS142    | Nacht                              | Daniel Tschofenig                                                   | Jan Hörl                                                                  | Stefan Kraft                                                                                  | Daniel Tschofenig |
| Vierschanzentournee-Gesamtwertung:                                          | Vierschanzentournee-Gesamtwertung: | Vierschanzentournee-Gesamtwertung: | Vierschanzentournee-Gesamtwertung: | Daniel Tschofenig                                                   | Jan Hörl                                                                  | Stefan Kraft                                                                                  | Daniel Tschofenig |
| 18.01.2025                                                                  | Zakopane                           | Wielka Krokiew HS140               | Team Nacht                         | ÖsterreichJan Hörl Maximilian Ortner Stefan Kraft Daniel Tschofenig | SlowenienLovro Kos Timi Zajc Domen Prevc Anže Lanišek                     | NorwegenKristoffer Eriksen Sundal Benjamin Østvold Halvor Egner Granerud Johann André Forfang | Daniel Tschofenig |
| 19.01.2025                                                                  | Zakopane                           | Wielka Krokiew HS140               | Nacht                              | Daniel Tschofenig                                                   | Johann André Forfang                                                      | Jan Hörl                                                                                      | Daniel Tschofenig |
| 25.01.2025                                                                  | Oberstdorf                         | Heini-Klopfer-Skiflugschanze HS235 | Skifliegen                         | Timi Zajc                                                           | Johann André Forfang                                                      | Domen Prevc                                                                                   | Daniel Tschofenig |
| 26.01.2025                                                                  | Oberstdorf                         | Heini-Klopfer-Skiflugschanze HS235 | Skifliegen                         | Domen Prevc                                                         | Johann André Forfang                                                      | Michael Hayböck                                                                               | Daniel Tschofenig |
| 01.02.2025                                                                  | Willingen                          | Mühlenkopfschanze HS147            |                                    | Daniel Tschofenig                                                   | Anže Lanišek                                                              | Maximilian Ortner                                                                             | Daniel Tschofenig |
| 02.02.2025                                                                  | Willingen                          | Mühlenkopfschanze HS147            |                                    | Daniel Tschofenig                                                   | Johann André Forfang                                                      | Jan Hörl                                                                                      | Daniel Tschofenig |
| 08.02.2025                                                                  | Lake Placid                        | Große Olympiaschanze HS128         |                                    | Johann André Forfang                                                | Jan Hörl                                                                  | Daniel Tschofenig                                                                             | Daniel Tschofenig |
| 09.02.2025                                                                  | Lake Placid                        | Große Olympiaschanze HS128         |                                    | Daniel Tschofenig                                                   | Jan Hörl                                                                  | Anže Lanišek                                                                                  | Daniel Tschofenig |
| 15.02.2025                                                                  | Sapporo                            | Ōkurayama-Schanze HS137            | Nacht                              | Ryōyū Kobayashi                                                     | Jan Hörl                                                                  | Domen Prevc                                                                                   | Daniel Tschofenig |
| 16.02.2025                                                                  | Sapporo                            | Ōkurayama-Schanze HS137            |                                    | Ryōyū Kobayashi                                                     | Marius Lindvik                                                            | Johann André Forfang                                                                          | Daniel Tschofenig |
| 25. Februar bis 9. März 2025: Nordische Skiweltmeisterschaften in Trondheim |                                    |                                    |                                    |                                                                     |                                                                           |                                                                                               | Daniel Tschofenig |
| 8. Raw Air                                                                  |                                    |                                    |                                    |                                                                     |                                                                           |                                                                                               | Daniel Tschofenig |
| 13.03.2025                                                                  | Oslo                               | Holmenkollbakken HS134             |                                    | Ryōyū Kobayashi                                                     | Jan Hörl                                                                  | Karl Geiger                                                                                   | Daniel Tschofenig |
| 15.03.2025                                                                  | Vikersund                          | Vikersundbakken HS240              | Skifliegen                         | Andreas Wellinger                                                   | Timi Zajc                                                                 | Anže Lanišek                                                                                  | Daniel Tschofenig |
| 16.03.2025                                                                  | Vikersund                          | Vikersundbakken HS240              | Skifliegen                         | Domen Prevc                                                         | Andreas Wellinger                                                         | Ryōyū Kobayashi                                                                               | Daniel Tschofenig |
| Raw-Air-Gesamtwertung:                                                      | Raw-Air-Gesamtwertung:             | Raw-Air-Gesamtwertung:             | Raw-Air-Gesamtwertung:             | Andreas Wellinger                                                   | Domen Prevc                                                               | Ryōyū Kobayashi                                                                               | Daniel Tschofenig |
| 22.03.2025                                                                  | Lahti                              | Salpausselkä-Schanze HS130         |                                    | Anže Lanišek                                                        | Stefan Kraft                                                              | Paweł Wąsek                                                                                   | Daniel Tschofenig |
| 23.03.2025                                                                  | Lahti                              | Salpausselkä-Schanze HS130         | Super Team                         | SlowenienLovro Kos Anže Lanišek                                     | ÖsterreichManuel Fettner Stefan Kraft                                     | JapanRen Nikaidō Ryōyū Kobayashi                                                              | Daniel Tschofenig |
| 7. Planica 7                                                                |                                    |                                    |                                    |                                                                     |                                                                           |                                                                                               | Daniel Tschofenig |
| 28.03.2025                                                                  | Planica                            | Letalnica bratov Gorišek HS240     | Skifliegen                         | Domen Prevc                                                         | Anže Lanišek                                                              | Ryōyū Kobayashi                                                                               | Daniel Tschofenig |
| 29.03.2025                                                                  | Planica                            | Letalnica bratov Gorišek HS240     | Skifliegen Team                    | ÖsterreichDaniel Tschofenig Manuel Fettner Jan Hörl Stefan Kraft    | DeutschlandKarl Geiger Andreas Wellinger Pius Paschke Markus Eisenbichler | SlowenienLovro Kos Domen Prevc Timi Zajc Anže Lanišek                                         | Daniel Tschofenig |
| 30.03.2025                                                                  | Planica                            | Letalnica bratov Gorišek HS240     | Skifliegen                         | Anže Lanišek                                                        | Domen Prevc                                                               | Andreas Wellinger                                                                             | Daniel Tschofenig |
| Planica-7-Gesamtwertung:                                                    | Planica-7-Gesamtwertung:           | Planica-7-Gesamtwertung:           | Planica-7-Gesamtwertung:           | Domen Prevc                                                         | Anže Lanišek                                                              | Andreas Wellinger                                                                             | Daniel Tschofenig |

### Wertungen
| Rang | Name                      | Punkte |
| ---- | ------------------------- | ------ |
| 01.  | Daniel Tschofenig         | 1805   |
| 02.  | Jan Hörl                  | 1652   |
| 03.  | Stefan Kraft              | 1290   |
| 04.  | Anže Lanišek              | 1056   |
| 05.  | Pius Paschke              | 1006   |
| 06.  | Gregor Deschwanden        | 0996   |
| 07.  | Andreas Wellinger         | 0989   |
| 08.  | Johann André Forfang      | 0955   |
| 09.  | Ryōyū Kobayashi           | 0910   |
| 10.  | Domen Prevc               | 0776   |
| 11.  | Maximilian Ortner         | 0726   |
| 12.  | Kristoffer Eriksen Sundal | 0678   |
| 13.  | Karl Geiger               | 0638   |
| 14.  | Paweł Wąsek               | 0612   |
| 15.  | Michael Hayböck           | 0587   |
| 16.  | Timi Zajc                 | 0572   |
| 17.  | Marius Lindvik            | 0474   |
| 18.  | Manuel Fettner            | 0458   |
| 19.  | Ren Nikaidō               | 0444   |
| 20.  | Halvor Egner Granerud     | 0267   |
|      | Aleksander Zniszczoł      | 0267   |
| 22.  | Tate Frantz               | 0266   |
| 23.  | Artti Aigro               | 0245   |
| 24.  | Philipp Raimund           | 0242   |

| Rang | Name                | Punkte |
| ---- | ------------------- | ------ |
| 25.  | Naoki Nakamura      | 0212   |
| 26.  | Benjamin Østvold    | 0211   |
| 27.  | Valentin Foubert    | 0173   |
| 28.  | Kevin Bickner       | 0171   |
| 29.  | Wladimir Sografski  | 0165   |
| 30.  | Lovro Kos           | 0158   |
| 31.  | Markus Müller       | 0157   |
|      | Kamil Stoch         | 0157   |
| 33.  | Killian Peier       | 0132   |
| 34.  | Fredrik Villumstad  | 0127   |
| 35.  | Dawid Kubacki       | 0122   |
| 36.  | Antti Aalto         | 0116   |
| 37.  | Jakub Wolny         | 0111   |
| 38.  | Markus Eisenbichler | 0088   |
| 39.  | Piotr Żyła          | 0080   |
| 40.  | Jewhen Marussjak    | 0076   |
|      | Sakutarō Kobayashi  | 0076   |
| 42.  | Stephan Embacher    | 0072   |
|      | Stephan Leyhe       | 0072   |
| 44.  | Yukiya Satō         | 0069   |
| 45.  | Žak Mogel           | 0059   |
| 46.  | Alex Insam          | 0055   |
| 47.  | Robin Pedersen      | 0047   |
| 48.  | Robert Johansson    | 0032   |

| Rang | Name                 | Punkte |
| ---- | -------------------- | ------ |
| 49.  | Niko Kytösaho        | 0028   |
| 50.  | Felix Hoffmann       | 0027   |
| 51.  | Erik Belshaw         | 0026   |
| 52.  | Danil Wassiljew      | 0013   |
|      | Maciej Kot           | 0013   |
|      | Yanick Wasser        | 0013   |
| 55.  | Fatih Arda İpcioğlu  | 0012   |
| 56.  | Adrian Tittel        | 0011   |
|      | Jason Colby          | 0011   |
| 58.  | Keiichi Satō         | 0010   |
| 59.  | Eetu Nousiainen      | 0007   |
| 60.  | Ilja Misernych       | 0006   |
| 61.  | Rok Masle            | 0005   |
|      | Sølve Jokerud Strand | 0005   |
| 63.  | Žiga Jelar           | 0004   |
| 64.  | Roman Koudelka       | 0003   |
| 65.  | Kasperi Valto        | 0002   |
|      | Simon Ammann         | 0002   |
|      | Rok Oblak            | 0002   |
| 68.  | Andrew Urlaub        | 0001   |
|      | Clemens Aigner       | 0001   |
|      | Tomas Kuisma         | 0001   |

| Rang | Name        | Punkte |
| ---- | ----------- | ------ |
| 01.  | Österreich  | 8343   |
| 02.  | Deutschland | 4523   |
| 03.  | Norwegen    | 3956   |
| 04.  | Slowenien   | 3892   |
| 05.  | Japan       | 2421   |
| 06.  | Polen       | 2062   |

| Rang | Name               | Punkte |
| ---- | ------------------ | ------ |
| 07.  | Schweiz            | 1553   |
| 08.  | Vereinigte Staaten | 0875   |
| 09.  | Finnland           | 0414   |
| 10.  | Estland            | 0265   |
| 11.  | Frankreich         | 0233   |
| 12.  | Bulgarien          | 0165   |

| Rang | Name       | Punkte |
| ---- | ---------- | ------ |
| 13.  | Italien    | 0160   |
| 14.  | Ukraine    | 0086   |
| 15.  | Türkei     | 0042   |
| 16.  | Kasachstan | 0039   |
| 17.  | Tschechien | 0003   |

### Einzelergebnisse
| 01   | Daniel Tschofenig         | 2        | 3        | 6        | 4        | 1     | 4     | 3           | 15          | 2       | 1       | 3                     | 1                     | 3                     | 1                     | 1     | 4           | 6           | 1           | 1           | 3                  | 1                  | 4     | 4     | 9        | 14       | 15       | 7        | 4         | 4         | 1805   |
| 02   | Jan Hörl                  | 5        | 1        | 2        | 20       | 4     | 2     | 6           | 5           | 1       | 2       | 2                     | 5                     | 2                     | 2                     | 3     | 12          | 5           | 6           | 3           | 2                  | 2                  | 2     | 6     | 2        | 8        | 6        | 15       | 8         | 9         | 1652   |
| 03   | Stefan Kraft              | 4        | 4        | 3        | 2        | 7     | 3     | 11          | 9           | 14      | 3       | 1                     | 8                     | 1                     | 3                     | 7     | 29          | 10          | 12          | 4           | 9                  | 14                 | 6     | 5     | 10       | 6        | 4        | 2        | 5         | 12        | 1290   |
| 04   | Anže Lanišek              | 6        | 15       | 18       | 17       | 19    | 24    | 10          | 4           | 6       | 23      | 15                    | 4                     | 10                    | 18                    | 4     | 8           | DSQ         | 2           | 8           | 7                  | 3                  | —     | —     | 4        | 3        | 5        | 1        | 2         | 1         | 1056   |
| 05   | Pius Paschke              | 1        | 2        | 1        | 7        | 3     | 1     | 1           | 1           | 10      | 18      | 4                     | 9                     | 8                     | 12                    | 32    | 18          | 21          | 27          | 31          | —                  | —                  | 23    | 31    | 35       | 9        | 25       | 12       | 10        | 6         | 1006   |
| 06   | Gregor Deschwanden        | 8        | 5        | 11       | 6        | 2     | 8     | 2           | 10          | 3       | 5       | 6                     | 2                     | 4                     | 11                    | 9     | 11          | 9           | 20          | 11          | 5                  | 21                 | 17    | 28    | 12       | 7        | 7        | 16       | 23        | 8         | 996    |
| 07   | Andreas Wellinger         | 12       | 7        | 5        | 1        | 22    | 7     | 4           | 14          | 4       | 15      | 20                    | 10                    | 13                    | 9                     | 11    | 14          | 19          | 17          | 12          | 16                 | 11                 | 24    | 9     | 7        | 1        | 2        | 6        | 6         | 3         | 989    |
| 08   | Johann André Forfang      | 9        | 14       | 19       | 41       | 36    | 27    | 18          | 11          | 7       | 4       | 5                     | 7                     | 6                     | 4                     | 2     | 2           | 2           | 4           | 2           | 1                  | 4                  | 14    | 3     | —        | —        | —        | —        | —         | —         | 955    |
| 09   | Ryōyū Kobayashi           | 16       | 17       | 16       | 24       | 23    | 13    | 17          | 16          | 13      | 12      | 18                    | 28                    | 20                    | 24                    | —     | 5           | 13          | 7           | 7           | NQ                 | 5                  | 1     | 1     | 1        | 4        | 3        | 9        | 3         | 5         | 910    |
| 10   | Domen Prevc               | NQ       | DSQQ     | 15       | 46       | NQ    | DSQ   | 44          | 22          | 38      | 46      | 32                    | 24                    | 9                     | 19                    | 23    | 3           | 1           | 31          | 13          | 14                 | 8                  | 3     | 8     | 5        | 5        | 1        | 28       | 1         | 2         | 776    |
| 11   | Maximilian Ortner         | 3        | 8        | 7        | 16       | 15    | 15    | 8           | 21          | 9       | 6       | 11                    | 17                    | 7                     | 5                     | 13    | 6           | 31          | 3           | 5           | 6                  | 27                 | 16    | 7     | NQ       | 32       | 23       | 8        | 19        | 22        | 726    |
| 12   | Kristoffer Eriksen Sundal | 7        | 6        | 4        | 27       | 5     | 8     | 7           | 3           | 15      | 7       | 7                     | 11                    | 14                    | 16                    | 18    | 30          | 8           | 7           | 6           | 21                 | 6                  | 7     | 12    | NPSQ     | —        | —        | —        | —         | —         | 678    |
| 13   | Karl Geiger               | 17       | 13       | 26       | 3        | 8     | 14    | 14          | 17          | 5       | 9       | 8                     | 6                     | 34                    | 23                    | 8     | 10          | 11          | 44          | 33          | 24                 | 12                 | —     | —     | 3        | 11       | 10       | 13       | 7         | 10        | 638    |
| 14   | Paweł Wąsek               | 14       | 23       | 50       | 15       | 11    | 11    | 15          | 36          | 11      | 20      | 10                    | 16                    | 5                     | 8                     | 5     | 35          | 4           | 19          | 17          | 11                 | 9                  | 19    | 17    | 17       | 18       | 12       | 3        | 11        | 13        | 612    |
| 15   | Michael Hayböck           | 15       | 22       | 12       | 49       | 12    | 16    | 12          | 2           | 12      | 15      | 8                     | 3                     | 12                    | 7                     | 6     | 7           | 3           | 32          | 18          | 17                 | 23                 | —     | —     | 24       | 25       | 22       | 24       | 18        | —         | 587    |
| 16   | Timi Zajc                 | 44       | 16       | 9        | 39       | 20    | 5     | 5           | 27          | 28      | 10      | 25                    | 47                    | 17                    | 26                    | 14    | 1           | 12          | 13          | 16          | —                  | —                  | 39    | 10    | 21       | 2        | 13       | 19       | 12        | 11        | 572    |
| 17   | Marius Lindvik            | 18       | 11       | 10       | 9        | 17    | 10    | 13          | 7           | 39      | 19      | 26                    | 20                    | 27                    | 30                    | 18    | NQ          | 7           | 49          | 14          | 4                  | 20                 | 5     | 2     | —        | —        | —        | —        | —         | —         | 474    |
| 18   | Manuel Fettner            | 12       | 9        | 17       | 19       | 13    | 17    | 23          | 6           | —       | —       | —                     | —                     | 16                    | 20                    | 17    | 15          | 20          | —           | —           | —                  | —                  | 8     | 11    | 8        | 12       | 8        | 4        | 9         | 20        | 458    |
| 19   | Ren Nikaidō               | 25       | 39       | 14       | 8        | 10    | 6     | 36          | 18          | 19      | 24      | 23                    | 13                    | DNSQ                  | 10                    | 16    | 24          | 25          | 30          | 23          | 8                  | 10                 | 9     | 14    | 15       | 21       | 17       | 13       | 13        | 17        | 444    |
| 20   | Halvor Egner Granerud     | 11       | 12       | NQ       | 48       | 6     | 32    | 19          | 20          | 25      | 32      | 16                    | 14                    | 32                    | 21                    | 20    | 26          | 28          | 11          | 9           | 30                 | 7                  | —     | —     | —        | —        | —        | —        | —         | —         | 267    |
| 20   | Aleksander Zniszczoł      | 23       | 25       | 13       | 35       | 16    | 12    | 9           | 19          | 17      | 14      | 36                    | DSQ                   | 31                    | 29                    | 34    | 28          | 15          | 40          | 42          | 25                 | 17                 | —     | —     | 28       | 10       | 18       | NQ       | 27        | 7         | 267    |
| 22   | Tate Frantz               | 10       | 10       | 21       | 32       | DSQQ  | 33    | 27          | 26          | 42      | 34      | 19                    | 15                    | 23                    | 13                    | 25    | 13          | 14          | 16          | 10          | 19                 | 16                 | —     | —     | 25       | 24       | 27       | NQ       | DSQQ      | 21        | 266    |
| 23   | Artti Aigro               | 20       | 19       | 49       | 5        | 21    | 23    | DSQ         | 39          | 21      | 28      | 21                    | 23                    | NQ                    | 35                    | 28    | DSQ         | 17          | 37          | 30          | 15                 | 22                 | 11    | 27    | 19       | 38       | 21       | 18       | 21        | 19        | 245    |
| 24   | Philipp Raimund           | 22       | 26       | 37       | 26       | 14    | 35    | 34          | 30          | 27      | 45      | 40                    | 19                    | 15                    | 15                    | 21    | 20          | 27          | 34          | 15          | 21                 | 28                 | —     | —     | 5        | 20       | 30       | 5        | —         | —         | 242    |
| 25   | Naoki Nakamura            | 43       | 44       | 30       | 22       | 29    | 44    | 32          | 35          | 36      | 42      | 17                    | 12                    | 21                    | 31                    | 27    | 9           | 16          | DSQQ        | 27          | 39                 | 48                 | 10    | 15    | 14       | 22       | 20       | 33       | 15        | 25        | 212    |
| 26   | Benjamin Østvold          | DSQQ     | —        | —        | —        | —     | —     | —           | —           | 20      | 8       | 13                    | 18                    | 19                    | 6                     | 33    | 19          | 23          | 5           | 24          | 42                 | 33                 | 20    | 38    | NQ       | NQ       | —        | —        | —         | —         | 211    |
| 27   | Valentin Foubert          | DSQQ     | 21       | 20       | 23       | 24    | 31    | 46          | 23          | 16      | 20      | 28                    | 21                    | 39                    | 34                    | 12    | 27          | 35          | 39          | 34          | 23                 | DSQQ               | 13    | 20    | 18       | 23       | 42       | 44       | 36        | 27        | 173    |
| 28   | Kevin Bickner             | 32       | 24       | NQ       | 42       | NQ    | 42    | 33          | 38          | 34      | 30      | 22                    | DSQ                   | 22                    | 14                    | 15    | 25          | 24          | 10          | 35          | 13                 | 14                 | 18    | 13    | 48       | NQ       | 43       | 45       | NQ        | 30        | 171    |
| 29   | Wladimir Sografski        | 31       | 29       | 23       | 28       | 27    | 29    | 29          | 34          | 8       | 26      | 27                    | 26                    | 42                    | 27                    | 10    | 21          | 36          | 35          | 28          | —                  | —                  | —     | —     | 16       | 33       | 33       | 10       | 25        | 23        | 165    |
| 30   | Lovro Kos                 | 46       | 48       | 22       | 47       | 50    | NQ    | —           | —           | 45      | 22      | 29                    | 48                    | 42                    | 45                    | 31    | 23          | DSQ         | 9           | 36          | 10                 | 19                 | 27    | 35    | 40       | 26       | 14       | 17       | 22        | 18        | 158    |
| 31   | Kamil Stoch               | 35       | 28       | 27       | 14       | 33    | 25    | 24          | 25          | 18      | 37      | —                     | —                     | —                     | —                     | 24    | 32          | NQ          | —           | —           | —                  | —                  | 22    | 16    | 20       | 19       | 19       | 31       | 14        | 15        | 157    |
| 31   | Markus Müller             | —        | —        | —        | —        | —     | —     | —           | —           | 24      | 11      | 14                    | 40                    | 11                    | 17                    | —     | —           | —           | 21          | 20          | 12                 | 25                 | 28    | 37    | —        | —        | —        | —        | —         | 14        | 157    |
| 33   | Killian Peier             | 37       | 46       | NQ       | 36       | 39    | 20    | 16          | 32          | 22      | 13      | 12                    | 30                    | 40                    | 25                    | 22    | NQ          | NQ          | 45          | 37          | 33                 | 31                 | 35    | 18    | 13       | 35       | 36       | 27       | NQ        | 29        | 132    |
| 34   | Fredrik Villumstad        | 19       | 20       | 25       | DSQ      | 9     | 22    | 42          | 24          | 26      | 29      | 24                    | 22                    | 18                    | 32                    | —     | —           | —           | —           | —           | —                  | —                  | —     | —     | 27       | 27       | 29       | 35       | NQ        | 24        | 127    |
| 35   | Dawid Kubacki             | 26       | 33       | 33       | 10       | 25    | 19    | 37          | 41          | —       | —       | NQ                    | 45                    | 26                    | 28                    | 26    | —           | —           | 14          | 22          | 20                 | 29                 | —     | —     | 22       | NQ       | 44       | 23       | NQ        | 28        | 122    |
| 36   | Antti Aalto               | 40       | 49       | 39       | 11       | 31    | 28    | 39          | 28          | 32      | 25      | 46                    | NQ                    | 33                    | NQ                    | NQ    | 37          | 26          | —           | —           | 27                 | 36                 | NQ    | 42    | 32       | 29       | 16       | 11       | 16        | 16        | 116    |
| 37   | Jakub Wolny               | —        | —        | 42       | DSQQ     | 26    | 18    | 22          | 8           | 33      | 27      | 30                    | 46                    | 24                    | NQ                    | DSQ   | 22          | 32          | 26          | 39          | 44                 | 13                 | —     | —     | 31       | 36       | 31       | NQ       | 30        | 26        | 111    |
| 38   | Markus Eisenbichler       | 24       | 32       | 8        | 43       | 40    | 38    | 21          | 13          | 44      | 47      | —                     | 32                    | —                     | —                     | —     | —           | —           | 48          | —           | —                  | —                  | —     | —     | 41       | 15       | 34       | —        | 28        | —         | 88     |
| 39   | Piotr Żyła                | —        | —        | —        | —        | 35    | 26    | —           | —           | 29      | 17      | 41                    | 28                    | 48                    | 48                    | —     | 17          | 18          | 28          | 48          | 40                 | 18                 | —     | —     | —        | —        | —        | —        | 17        | —         | 80     |
| 40   | Jewhen Marussjak          | 40       | 36       | —        | —        | 42    | 34    | 26          | 12          | 30      | NQ      | 33                    | 41                    | NQ                    | NQ                    | 47    | 16          | 22          | 41          | 25          | 18                 | 33                 | —     | —     | 33       | 37       | 26       | —        | 35        | —         | 76     |
| 40   | Sakutarō Kobayashi        | —        | —        | —        | —        | —     | —     | —           | —           | —       | —       | 38                    | 35                    | 29                    | 42                    | 40    | NQ          | 37          | 25          | 29          | 49                 | 49                 | 21    | 21    | 26       | 13       | 38       | 21       | 20        | —         | 76     |
| 42   | Stephan Leyhe             | 27       | 18       | NQ       | 44       | 18    | 20    | 25          | 31          | 35      | 33      | 48                    | 36                    | —                     | —                     | —     | —           | —           | 38          | —           | 26                 | 26                 | 29    | 24    | —        | —        | —        | 25       | —         | —         | 72     |
| 42   | Stephan Embacher          | 21       | 27       | 44       | 29       | 28    | 46    | —           | —           | 23      | 40      | 39                    | 33                    | 36                    | 22                    | 29    | NQ          | NQ          | —           | —           | —                  | —                  | —     | —     | 11       | 31       | 32       | 21       | 37        | —         | 72     |
| 44   | Yukiya Satō               | —        | —        | —        | —        | —     | —     | —           | —           | —       | —       | —                     | —                     | —                     | —                     | —     | —           | —           | NQ          | 19          | 35                 | 43                 | 40    | 22    | 45       | 30       | 9        | 20       | 24        | —         | 69     |
| 45   | Žak Mogel                 | 34       | 37       | 29       | 21       | 46    | NQ    | NQ          | NQ          | —       | —       | —                     | —                     | —                     | —                     | —     | —           | —           | —           | —           | —                  | —                  | —     | —     | 23       | 16       | 11       | 36       | DSQ       | —         | 59     |
| 46   | Alex Insam                | NQ       | NQ       | 41       | 45       | NQ    | 37    | —           | —           | 40      | 35      | 34                    | DSQQ                  | 41                    | 46                    | 30    | 34          | NQ          | 23          | 32          | 35                 | 30                 | 15    | 19    | 30       | 17       | 45       | 38       | 29        | —         | 55     |
| 47   | Robin Pedersen            | 29       | —        | —        | —        | —     | —     | —           | —           | —       | —       | —                     | —                     | —                     | —                     | —     | —           | —           | 22          | 26          | 37                 | 24                 | 12    | 29    | NPSQ     | —        | —        | —        | —         | —         | 47     |
| 48   | Robert Johansson          | 33       | 34       | NQ       | 12       | 32    | 45    | NQ          | 29          | —       | —       | —                     | —                     | —                     | —                     | —     | —           | —           | —           | —           | —                  | —                  | 45    | 23    | NPSQ     | —        | —        | —        | —         | —         | 32     |
| 49   | Niko Kytösaho             | 50       | DNSQ     | NQ       | 13       | 30    | 30    | 41          | 49          | 31      | 49      | 31                    | 39                    | 25                    | 50                    | 46    | 36          | 34          | 32          | 46          | —                  | —                  | 44    | 41    | NQ       | DNSQ     | —        | 39       | —         | —         | 28     |
| 50   | Felix Hoffmann            | —        | —        | —        | —        | —     | —     | —           | —           | —       | —       | —                     | 25                    | 44                    | 36                    | 42    | 31          | 33          | 15          | 39          | 31                 | 32                 | 42    | 26    | —        | —        | —        | —        | 38        | —         | 27     |
| 51   | Erik Belshaw              | 37       | NQ       | NQ       | DNSQ     | —     | —     | 31          | 42          | 47      | NQ      | —                     | —                     | —                     | —                     | 34    | NQ          | 30          | 18          | 21          | 29                 | 39                 | 34    | 36    | 43       | —        | —        | —        | —         | —         | 26     |
| 52   | Yanick Wasser             | —        | —        | —        | —        | —     | —     | —           | —           | NQ      | 36      | —                     | —                     | —                     | —                     | 39    | NQ          | NQ          | 36          | NQ          | 28                 | 38                 | NPSQ  | 33    | 38       | 28       | 24       | 37       | NQ        | —         | 13     |
| 52   | Maciej Kot                | 42       | 43       | —        | —        | 34    | 43    | —           | —           | —       | —       | —                     | —                     | —                     | —                     | —     | —           | —           | —           | —           | —                  | —                  | 25    | 24    | 44       | 39       | 47       | 47       | —         | —         | 13     |
| 52   | Danil Wassiljew           | NQ       | NQ       | 38       | 18       | 37    | NQ    | 40          | 50          | 41      | DSQQ    | NQ                    | DSQQ                  | NQ                    | NQ                    | DSQ   | —           | —           | —           | —           | 48                 | 47                 | 47    | 49    | NQ       | NQ       | 50       | NQ       | NQ        | —         | 13     |
| 55   | Fatih Arda İpcioğlu       | 30       | 31       | 45       | NQ       | NPSQ  | 38    | 20          | 47          | —       | —       | 35                    | 42                    | 35                    | 47                    | —     | DNSQ        | NQ          | 43          | 47          | 32                 | 46                 | —     | —     | NQ       | NQ       | 52       | NQ       | —         | —         | 12     |
| 56   | Adrian Tittel             | 28       | DSQQ     | 24       | 33       | NQ    | 40    | 30          | 36          | 49      | 41      | 44                    | NQ                    | 45                    | 33                    | NQ    | NQ          | NQ          | DSQQ        | 45          | —                  | —                  | 37    | 44    | —        | —        | —        | —        | —         | —         | 11     |
| 56   | Jason Colby               | —        | —        | 28       | 40       | DNSQ  | —     | —           | —           | —       | —       | —                     | —                     | —                     | —                     | —     | —           | —           | —           | —           | DSQ                | 45                 | —     | —     | 29       | NQ       | 40       | 25       | NQ        | —         | 11     |
| 58   | Keiichi Satō              | NQ       | NQ       | 46       | NQ       | NQ    | NQ    | 28          | 40          | 50      | NQ      | 36                    | 37                    | 37                    | 40                    | DSQ   | 38          | NQ          | 24          | 43          | 46                 | 35                 | 43    | 46    | —        | —        | —        | —        | —         | —         | 10     |
| 59   | Eetu Nousiainen           | —        | —        | —        | —        | —     | —     | —           | —           | —       | —       | —                     | —                     | —                     | —                     | —     | —           | —           | —           | —           | —                  | —                  | 26    | 29    | 37       | NQ       | 37       | 48       | 39        | —         | 7      |
| 60   | Ilja Misernych            | NQ       | NQ       | NQ       | 25       | 49    | DSQ   | 35          | 45          | 48      | NQ      | 42                    | NQ                    | 46                    | NQ                    | 43    | —           | —           | —           | —           | NQ                 | NQ                 | —     | —     | 47       | NQ       | 49       | NQ       | NQ        | —         | 6      |
| 61   | Sølve Jokerud Strand      | DSQQ     | —        | —        | —        | —     | —     | —           | —           | —       | —       | —                     | —                     | —                     | —                     | —     | —           | —           | —           | —           | —                  | —                  | —     | —     | 34       | 34       | 28       | 29       | NQ        | —         | 5      |
| 61   | Rok Masle                 | —        | —        | —        | —        | —     | —     | —           | —           | —       | —       | —                     | —                     | —                     | —                     | —     | —           | —           | —           | —           | —                  | —                  | —     | —     | —        | —        | —        | —        | 26        | —         | 5      |
| 63   | Žiga Jelar                | —        | —        | —        | —        | —     | —     | —           | —           | NQ      | 44      | 46                    | 27                    | 49                    | 39                    | —     | —           | —           | —           | —           | —                  | —                  | —     | —     | —        | —        | —        | —        | 31        | —         | 4      |
| 64   | Roman Koudelka            | 48       | 41       | NQ       | NQ       | 44    | NQ    | —           | —           | NQ      | 31      | NQ                    | 43                    | 28                    | 36                    | 45    | —           | —           | —           | —           | —                  | —                  | 32    | 40    | 36       | —        | —        | 49       | —         | —         | 3      |
| 64   | Rok Oblak                 | —        | —        | —        | —        | —     | —     | —           | —           | —       | —       | —                     | —                     | —                     | —                     | 36    | NQ          | NQ          | 29          | 38          | 38                 | 42                 | 41    | 43    | —        | —        | —        | —        | NQ        | —         | 2      |
| 65   | Kasperi Valto             | 49       | 40       | 48       | 34       | 38    | 36    | 38          | 33          | 46      | 42      | 49                    | NQ                    | —                     | —                     | 37    | 33          | 29          | —           | —           | 43                 | 44                 | 38    | 50    | —        | —        | —        | 41       | NQ        | —         | 2      |
| 65   | Simon Ammann              | 46       | 30       | 36       | 30       | 47    | 41    | 43          | 43          | NQ      | NQ      | NQ                    | —                     | —                     | —                     | —     | —           | —           | —           | —           | —                  | —                  | —     | —     | —        | —        | —        | —        | —         | —         | 2      |
| 68   | Clemens Aigner            | —        | —        | —        | —        | —     | —     | —           | —           | —       | —       | —                     | —                     | 30                    | 38                    | —     | —           | —           | —           | —           | —                  | —                  | —     | —     | —        | —        | —        | —        | —         | —         | 1      |
| 68   | Andrew Urlaub             | NQ       | 42       | —        | —        | NQ    | NQ    | 48          | 48          | NQ      | 48      | NQ                    | NQ                    | 50                    | 49                    | NQ    | —           | —           | —           | —           | 41                 | 41                 | 30    | NQ    | 38       | NQ       | DNS      | 42       | NQ        | —         | 1      |
| 68   | Tomas Kuisma              | —        | —        | —        | —        | —     | —     | —           | —           | —       | —       | —                     | —                     | —                     | —                     | —     | —           | —           | —           | —           | —                  | —                  | —     | —     | —        | —        | —        | 30       | NQ        | —         | 1      |
|      |                           |          |          |          |          |       |       |             |             |         |         |                       |                       |                       |                       |       |             |             |             |             |                    |                    |       |       |          |          |          |          |           |           |        |
| —    | Song Qiwu                 | —        | —        | NQ       | 37       | —     | —     | —           | —           | —       | —       | —                     | —                     | —                     | —                     | —     | —           | —           | —           | —           | —                  | —                  | —     | —     | —        | —        | —        | 34       | —         | —         | —      |
| —    | Lyu Yixin                 | —        | —        | —        | —        | —     | —     | —           | —           | —       | —       | —                     | —                     | —                     | —                     | —     | —           | —           | —           | —           | —                  | —                  | NQ    | NQ    | NQ       | —        | —        | —        | —         | —         | —      |
| —    | Weijie Zhen               | —        | —        | —        | —        | —     | —     | —           | —           | —       | —       | —                     | —                     | —                     | —                     | —     | —           | —           | —           | —           | —                  | —                  | 49    | NQ    | NQ       | —        | —        | NQ       | —         | —         | —      |
| —    | Luca Roth                 | —        | —        | —        | —        | —     | —     | —           | —           | —       | —       | —                     | 38                    | —                     | —                     | —     | —           | —           | NQ          | —           | —                  | —                  | —     | —     | —        | —        | —        | —        | —         | —         | —      |
| —    | Constantin Schmid         | —        | —        | —        | —        | —     | —     | —           | —           | —       | —       | —                     | 34                    | —                     | —                     | 41    | NQ          | NQ          | 42          | —           | —                  | —                  | —     | —     | —        | —        | —        | —        | —         | —         | —      |
| —    | Kaimar Vagul              | —        | —        | —        | —        | —     | —     | —           | —           | —       | —       | NQ                    | NQ                    | —                     | —                     | —     | NQ          | NQ          | —           | —           | —                  | —                  | —     | —     | —        | —        | —        | NQ       | NQ        | —         | —      |
| —    | Henri Kavilo              | —        | —        | DSQQ     | —        | —     | —     | —           | —           | —       | —       | —                     | —                     | —                     | —                     | —     | —           | —           | —           | —           | —                  | —                  | —     | —     | —        | —        | —        | DSQQ     | —         | —         | —      |
| —    | Jarkko Määttä             | —        | —        | 35       | —        | —     | —     | —           | —           | —       | —       | —                     | —                     | —                     | —                     | —     | —           | —           | —           | —           | —                  | —                  | —     | —     | —        | —        | —        | —        | —         | —         | —      |
| —    | Vilho Palosaari           | —        | —        | 43       | —        | —     | —     | —           | —           | —       | —       | —                     | —                     | —                     | —                     | —     | —           | —           | —           | —           | —                  | —                  | —     | —     | —        | —        | —        | 43       | —         | —         | —      |
| —    | Paavo Romppainen          | NQ       | NQ       | 34       | NQ       | 48    | DSQQ  | NQ          | NQ          | 43      | NQ      | —                     | —                     | —                     | —                     | NQ    | —           | —           | NQ          | NQ          | —                  | —                  | —     | —     | —        | —        | —        | —        | —         | —         | —      |
| —    | Jules Chervet             | —        | —        | —        | —        | —     | —     | NQ          | NQ          | DSQQ    | NQ      | —                     | NQ                    | —                     | —                     | —     | NQ          | NQ          | —           | —           | —                  | —                  | —     | —     | —        | —        | —        | —        | —         | —         | —      |
| —    | Enzo Milesi               | NQ       | 45       | —        | —        | NQ    | NQ    | NQ          | NQ          | NQ      | NQ      | —                     | —                     | —                     | —                     | —     | NQ          | NQ          | 47          | 41          | —                  | —                  | —     | —     | 46       | NQ       | 46       | 50       | —         | —         | —      |
| —    | Ari Repellin              | NQ       | NQ       | —        | —        | —     | —     | —           | —           | —       | —       | —                     | —                     | —                     | —                     | —     | —           | —           | —           | —           | —                  | —                  | —     | —     | —        | —        | —        | —        | —         | —         | —      |
| —    | Andrea Campregher         | NQ       | NQ       | NQ       | NQ       | —     | —     | —           | —           | NQ      | NQ      | —                     | —                     | —                     | —                     | —     | —           | —           | —           | —           | —                  | —                  | —     | —     | —        | —        | —        | —        | —         | —         | —      |
| —    | Francesco Cecon           | NQ       | 47       | 47       | NQ       | NQ    | NQ    | —           | —           | NQ      | DSQ     | NQ                    | NQ                    | NQ                    | NQ                    | —     | —           | —           | NQ          | NQ          | —                  | —                  | —     | —     | —        | —        | —        | 31       | 33        | —         | —      |
| —    | Noriaki Kasai             | —        | —        | —        | —        | —     | —     | —           | —           | —       | —       | —                     | —                     | —                     | —                     | —     | —           | —           | —           | —           | —                  | —                  | NQ    | 45    | —        | —        | —        | —        | —         | —         | —      |
| —    | Junshirō Kobayashi        | 39       | 38       | 40       | DSQQ     | 45    | 48    | NQ          | 44          | 37      | 38      | —                     | —                     | —                     | —                     | 38    | NQ          | 38          | —           | —           | —                  | —                  | 31    | 34    | —        | —        | —        | —        | —         | —         | —      |
| —    | Tomofumi Naito            | —        | —        | —        | —        | —     | —     | —           | —           | —       | —       | 47                    | DSQQ                  | NQ                    | 41                    | —     | —           | —           | —           | —           | —                  | —                  | 33    | 32    | —        | —        | —        | —        | —         | —         | —      |
| —    | Taku Takeuchi             | —        | —        | —        | —        | —     | —     | —           | —           | —       | —       | —                     | —                     | —                     | —                     | —     | —           | —           | —           | —           | —                  | —                  | 50    | 48    | —        | —        | —        | —        | —         | —         | —      |
| —    | Sabyrschan Muminow        | —        | —        | —        | —        | —     | —     | —           | —           | —       | —       | —                     | —                     | —                     | —                     | NQ    | NQ          | NQ          | NQ          | NQ          | —                  | —                  | —     | —     | —        | —        | —        | —        | NQ        | —         | —      |
| —    | Swjatoslaw Nasarenko      | —        | —        | —        | —        | —     | —     | —           | —           | —       | —       | —                     | —                     | —                     | —                     | NQ    | NQ          | DSQQ        | NQ          | NQ          | —                  | —                  | NQ    | NQ    | —        | —        | —        | —        | NQ        | —         | —      |
| —    | Adrian Thon Gundersrud    | —        | —        | —        | —        | —     | —     | —           | —           | —       | —       | —                     | —                     | —                     | —                     | —     | —           | —           | —           | —           | —                  | —                  | —     | —     | NQ       | 40       | 35       | NQ       | —         | —         | —      |
| —    | Bendik Jakobsen Heggli    | —        | —        | —        | —        | —     | —     | —           | —           | —       | —       | —                     | —                     | —                     | —                     | —     | —           | —           | —           | —           | —                  | —                  | —     | —     | —        | —        | —        | —        | NQ        | —         | —      |
| —    | Sindre Ulven Jørgensen    | 36       | —        | —        | —        | —     | —     | —           | —           | —       | —       | —                     | —                     | —                     | —                     | —     | —           | —           | —           | —           | —                  | —                  | —     | —     | 49       | NQ       | 39       | 40       | NQ        | —         | —      |
| —    | Isak Andreas Langmo       | —        | —        | —        | —        | —     | —     | —           | —           | —       | —       | —                     | —                     | —                     | —                     | —     | —           | —           | —           | —           | —                  | —                  | —     | —     | —        | —        | —        | 46       | DSQQ      | —         | —      |
| —    | Hannes Landerer           | —        | —        | —        | —        | —     | —     | —           | —           | —       | —       | —                     | —                     | NQ                    | 44                    | —     | —           | —           | —           | —           | —                  | —                  | —     | —     | —        | —        | —        | —        | —         | —         | —      |
| —    | Jonas Schuster            | —        | —        | —        | —        | —     | —     | —           | —           | —       | —       | —                     | —                     | 47                    | 43                    | —     | —           | —           | —           | —           | —                  | —                  | —     | —     | —        | —        | —        | —        | —         | —         | —      |
| —    | Kacper Juroszek           | —        | —        | —        | —        | DSQQ  | NQ    | —           | —           | —       | —       | —                     | —                     | —                     | —                     | —     | —           | —           | —           | —           | —                  | —                  | 36    | 47    | —        | —        | —        | —        | —         | —         | —      |
| —    | Andrzej Stękała           | —        | —        | —        | —        | NQ    | NQ    | —           | —           | —       | —       | —                     | —                     | —                     | —                     | —     | —           | —           | —           | —           | —                  | —                  | —     | —     | —        | —        | —        | —        | —         | —         | —      |
| —    | Daniel Cacina             | NQ       | NQ       | —        | —        | —     | —     | —           | —           | NQ      | NQ      | NQ                    | NQ                    | —                     | —                     | —     | —           | —           | —           | —           | —                  | —                  | —     | —     | —        | —        | —        | —        | NQ        | —         | —      |
| —    | Mihnea Spulber            | NQ       | NQ       | —        | —        | NQ    | NQ    | —           | —           | NQ      | NQ      | NQ                    | NQ                    | —                     | —                     | —     | —           | —           | —           | —           | —                  | —                  | —     | —     | —        | —        | —        | —        | —         | —         | —      |
| —    | Žiga Jancar               | —        | —        | —        | —        | —     | —     | —           | —           | —       | —       | —                     | —                     | —                     | —                     | —     | —           | —           | —           | —           | 34                 | 37                 | —     | —     | —        | —        | —        | —        | DSQQ      | —         | —      |
| —    | Sandro Hauswirth          | —        | —        | —        | —        | —     | —     | —           | —           | NQ      | NQ      | —                     | —                     | —                     | —                     | —     | —           | —           | —           | —           | —                  | —                  | —     | —     | —        | —        | —        | —        | 32        | —         | —      |
| —    | Remo Imhof                | —        | —        | —        | —        | —     | —     | —           | —           | —       | —       | —                     | —                     | —                     | —                     | —     | —           | —           | NQ          | 44          | 47                 | NQ                 | —     | —     | —        | —        | —        | —        | —         | —         | —      |
| —    | Juri Kesseli              | —        | —        | —        | —        | —     | —     | —           | —           | NQ      | NQ      | —                     | —                     | —                     | —                     | —     | —           | —           | —           | —           | —                  | —                  | —     | —     | —        | —        | —        | —        | —         | —         | —      |
| —    | Lean Niederberger         | —        | —        | —        | —        | —     | —     | —           | —           | NQ      | NQ      | —                     | —                     | —                     | —                     | —     | —           | —           | —           | —           | —                  | —                  | —     | —     | —        | —        | —        | —        | —         | —         | —      |
| —    | Felix Trunz               | 45       | 35       | NQ       | 38       | 43    | NQ    | 49          | 46          | NQ      | NQ      | 43                    | 31                    | DSQQ                  | NQ                    | 44    | NQ          | NQ          | —           | —           | —                  | —                  | —     | —     | 50       | NQ       | 41       | NQ       | —         | —         | —      |
| —    | Hektor Kapustík           | —        | —        | —        | —        | —     | —     | —           | —           | NQ      | NQ      | —                     | —                     | —                     | —                     | NPSQ  | —           | —           | —           | —           | NQ                 | NQ                 | —     | —     | —        | —        | —        | —        | NQ        | —         | —      |
| —    | Choi Heung-chul           | —        | —        | —        | —        | NQ    | NQ    | NQ          | NQ          | NQ      | NQ      | DSQQ                  | NQ                    | NQ                    | NQ                    | —     | —           | —           | —           | —           | —                  | —                  | NQ    | NQ    | —        | —        | —        | —        | —         | —         | —      |
| —    | Muhammed Ali Bedir        | NQ       | NQ       | 31       | NQ       | DSQQ  | NQ    | 45          | NQ          | —       | —       | NQ                    | NQ                    | NQ                    | NQ                    | —     | NQ          | NQ          | DSQQ        | NQ          | NQ                 | NQ                 | 48    | NQ    | NQ       | NQ       | 48       | NQ       | 34        | —         | —      |
| —    | Witalij Kalinitschenko    | NQ       | NQ       | —        | —        | NQ    | NQ    | NQ          | NQ          | NQ      | NQ      | NQ                    | NQ                    | 38                    | NQ                    | —     | NQ          | NQ          | 46          | 49          | —                  | —                  | —     | —     | 41       | NQ       | 51       | —        | NQ        | —         | —      |
| —    | Decker Dean               | —        | —        | —        | —        | —     | —     | —           | —           | —       | —       | —                     | NQ                    | NQ                    | NQ                    | —     | —           | —           | —           | —           | NQ                 | 50                 | —     | —     | —        | —        | —        | —        | NQ        | —         | —      |
| —    | Casey Larson              | DSQQ     | DSQ      | 32       | 31       | 41    | 47    | 47          | NQ          | NQ      | 39      | 50                    | 44                    | NQ                    | NQ                    | —     | 38          | NQ          | 50          | 50          | 45                 | 40                 | 46    | 39    | —        | —        | —        | —        | —         | —         | —      |
| Rang | Athlet                    | Norwegen | Norwegen | Finnland | Finnland | Polen | Polen | Deutschland | Deutschland | Schweiz | Schweiz | Deutschland           | Deutschland           | Osterreich            | Osterreich            | Polen | Deutschland | Deutschland | Deutschland | Deutschland | Vereinigte Staaten | Vereinigte Staaten | Japan | Japan | Norwegen | Norwegen | Norwegen | Finnland | Slowenien | Slowenien | Punkte |
| Rang | Athlet                    |          |          |          |          |       |       |             |             |         |         | Vierschanzen- tournee | Vierschanzen- tournee | Vierschanzen- tournee | Vierschanzen- tournee |       |             |             |             |             |                    |                    |       |       | Raw Air  | Raw Air  | Raw Air  |          | Planica 7 | Planica 7 | Punkte |

Legende
| Farbe | Farbe | Farbe | Bedeutung                                                     |
| ----- | ----- | ----- | ------------------------------------------------------------- |
| 1     | 2     | 3     | Erster / Zweiter / Dritter                                    |
| XX    | XX    | XX    | Platz 4 bis 30 – Weltcuppunkte                                |
| XX    | XX    | XX    | Platz 31 bis 40 SF/50 – keine Weltcuppunkte                   |
| —     | —     | —     | Nicht teilgenommen                                            |
| DNS   | DNS   | DNS   | Nicht gestartet                                               |
| DSQ   | DSQ   | DSQ   | Disqualifiziert im Wettbewerb                                 |
| NPS   | NPS   | NPS   | Keine Starterlaubnis im Wettkampf                             |
| NQ    | NQ    | NQ    | Nicht qualifiziert                                            |
| DSQQ  | DSQQ  | DSQQ  | Disqualifiziert in der Qualifikation; Nicht qualifiziert      |
| NPSQ  | NPSQ  | NPSQ  | Keine Starterlaubnis in der Qualifikation; Nicht qualifiziert |
| DNSQ  | DNSQ  | DNSQ  | Nicht in der Qualifikation gestartet; Nicht qualifiziert      |

| Punkteverteilung | Punkteverteilung | Punkteverteilung | Punkteverteilung | Punkteverteilung | Punkteverteilung | Punkteverteilung | Punkteverteilung | Punkteverteilung | Punkteverteilung | Punkteverteilung | Punkteverteilung | Punkteverteilung | Punkteverteilung | Punkteverteilung | Punkteverteilung | Punkteverteilung | Punkteverteilung | Punkteverteilung | Punkteverteilung | Punkteverteilung | Punkteverteilung | Punkteverteilung | Punkteverteilung | Punkteverteilung | Punkteverteilung | Punkteverteilung | Punkteverteilung | Punkteverteilung | Punkteverteilung | Punkteverteilung |
| ---------------- | ---------------- | ---------------- | ---------------- | ---------------- | ---------------- | ---------------- | ---------------- | ---------------- | ---------------- | ---------------- | ---------------- | ---------------- | ---------------- | ---------------- | ---------------- | ---------------- | ---------------- | ---------------- | ---------------- | ---------------- | ---------------- | ---------------- | ---------------- | ---------------- | ---------------- | ---------------- | ---------------- | ---------------- | ---------------- | ---------------- |
| Platz            | 1                | 2                | 3                | 4                | 5                | 6                | 7                | 8                | 9                | 10               | 11               | 12               | 13               | 14               | 15               | 16               | 17               | 18               | 19               | 20               | 21               | 22               | 23               | 24               | 25               | 26               | 27               | 28               | 29               | 30               |
| Punkte           | 100              | 80               | 60               | 50               | 45               | 40               | 36               | 32               | 29               | 26               | 24               | 22               | 20               | 18               | 16               | 15               | 14               | 13               | 12               | 11               | 10               | 9                | 8                | 7                | 6                | 5                | 4                | 3                | 2                | 1                |

### Karriereende
Vor der Saison:
- Daniel-André Tande[5]
- Klemens Murańka[6]
- Simon Spiewok[7]

Nach der Saison:
- Michael Hayböck[8]
- Markus Eisenbichler[9]
- Stephan Leyhe[10]
- Sondre Ringen[11]
- Andrea Campregher
- Robert Johansson
- Simon Steinbeißer[12]
- Asahi Sakano (verstorben)[13]
- Mark Hafnar
- Jan Bombek

## Damen

### Weltcup-Übersicht
Erste Entwürfe für den Kalender wurden gleichzeitig mit dem der Herren im Oktober 2023 in Klingenthal vorgestellt.
Die Damen sollten danach am 30. November mit dem ersten Weltcup der Geschichte in China in Zhangjiakou starten. Die Pläne wurden später geändert, sodass die Saison nunmehr gemeinsam mit den Herren am 23. November in Lillehammer begann, nachdem dort am Vortag zum ersten Mal seit 2013 wieder ein Mixed-Team-Wettbewerb stattfand. Der Damen-Weltcup endete am 21. März in Lahti. Wie auch bei den Herren musste die geplante Generalprobe für die Olympischen Spiele in Predazzo entfallen und auf den Sommer verschoben werden. Das RAW-Air-Turnier fand in nur zwei Einzelwettbewerben statt, nachdem der letzte Skiflugwettbewerb in Vikersund wegen widriger Winde abgesagt werden musste. Auch das erste Skifliegen musste morgens abgebrochen werden und wurde am selben Tag in nur einem Durchgang nachgeholt.
| Datum                                                                      | Austragungsort                 | Schanze                        | Bemerkung                      | Siegerin | Zweite | Dritte | Gelbes Trikot    |
| -------------------------------------------------------------------------- | ------------------------------ | ------------------------------ | ------------------------------ | --- | --- | --- | ---------------- |
| 23.11.2024                                                                 | Lillehammer                    | Lysgårdsbakken HS140           |                                | Nika Prevc | Katharina Schmid                                                                                                 | Selina Freitag                                                                                                   | Nika Prevc       |
| 24.11.2024                                                                 | Lillehammer                    | Lysgårdsbakken HS140           |                                | Katharina Schmid                                                                                                 | Selina Freitag                                                                                                   | Lisa Eder | Katharina Schmid |
| 14.12.2024                                                                 | Zhangjiakou                    | Snow Ruyi HS106                | Nacht                          | Katharina Schmid                                                                                                 | Eirin Maria Kvandal                                                                                              | Nika Prevc | Katharina Schmid |
| 15.12.2024                                                                 | Zhangjiakou                    | Snow Ruyi HS106                | Nacht                          | Katharina Schmid                                                                                                 | Ema Klinec | Lisa Eder | Katharina Schmid |
| 21.12.2024                                                                 | Engelberg                      | Gross-Titlis-Schanze HS140     |                                | Nika Prevc | Katharina Schmid                                                                                                 | Thea Minyan Bjørseth                                                                                             | Katharina Schmid |
| 22.12.2024                                                                 | Engelberg                      | Gross-Titlis-Schanze HS140     |                                | Wettkampf aufgrund starken Schneefalls und wechselnden Windbedingungen nach 48 von 55 Springerinnen abgebrochen. | Wettkampf aufgrund starken Schneefalls und wechselnden Windbedingungen nach 48 von 55 Springerinnen abgebrochen. | Wettkampf aufgrund starken Schneefalls und wechselnden Windbedingungen nach 48 von 55 Springerinnen abgebrochen. | Katharina Schmid |
| 2. Two-Nights-Tour                                                         |                                |                                |                                | | | | Katharina Schmid |
| 31.12.2024                                                                 | Garmisch-Partenkirchen         | Große Olympiaschanze HS142     | Nacht                          | Nika Prevc | Eirin Maria Kvandal                                                                                              | Eva Pinkelnig | Katharina Schmid |
| 01.01.2025                                                                 | Oberstdorf                     | Schattenbergschanze HS137      | Nacht                          | Nika Prevc | Anna Odine Strøm                                                                                                 | Eirin Maria Kvandal                                                                                              | Katharina Schmid |
| Two-Nights-Tour-Gesamtwertung:                                             | Two-Nights-Tour-Gesamtwertung: | Two-Nights-Tour-Gesamtwertung: | Two-Nights-Tour-Gesamtwertung: | Nika Prevc | Eirin Maria Kvandal                                                                                              | Katharina Schmid                                                                                                 | Katharina Schmid |
| 05.01.2025                                                                 | Villach                        | Alpenarena HS98                |                                | Katharina Schmid                                                                                                 | Nika Prevc | Jacqueline Seifriedsberger                                                                                       | Katharina Schmid |
| 06.01.2025                                                                 | Villach                        | Alpenarena HS98                |                                | Eva Pinkelnig | Katharina Schmid                                                                                                 | Nika Prevc | Katharina Schmid |
| 18.01.2025                                                                 | Sapporo                        | Ōkurayama-Schanze HS134        | Nacht                          | Alexandria Loutitt                                                                                               | Lisa Eder | Eirin Maria Kvandal                                                                                              | Katharina Schmid |
| 19.01.2025                                                                 | Sapporo                        | Ōkurayama-Schanze HS134        |                                | Eirin Maria Kvandal                                                                                              | Selina Freitag                                                                                                   | Thea Minyan Bjørseth                                                                                             | Katharina Schmid |
| 24.01.2025                                                                 | Yamagata                       | Zaō-Schanze HS102              | Nacht                          | Nika Prevc | Thea Minyan Bjørseth                                                                                             | Eva Pinkelnig | Nika Prevc       |
| 25.01.2025                                                                 | Yamagata                       | Zaō-Schanze HS102              | Super Team Nacht               | DeutschlandSelina Freitag Agnes Reisch                                                                           | NorwegenThea Minyan Bjørseth Eirin Maria Kvandal                                                                 | ÖsterreichJacqueline Seifriedsberger Eva Pinkelnig                                                               | Nika Prevc       |
| 26.01.2025                                                                 | Yamagata                       | Zaō-Schanze HS102              | Nacht                          | Jacqueline Seifriedsberger                                                                                       | Eirin Maria Kvandal                                                                                              | Nika Prevc | Nika Prevc       |
| 01.02.2025                                                                 | Willingen                      | Mühlenkopfschanze HS147        |                                | Eirin Maria Kvandal                                                                                              | Anna Odine Strøm                                                                                                 | Jacqueline Seifriedsberger                                                                                       | Nika Prevc       |
| 07.02.2025                                                                 | Lake Placid                    | Große Olympiaschanze HS128     |                                | Nika Prevc | Eirin Maria Kvandal                                                                                              | Alexandria Loutitt                                                                                               | Nika Prevc       |
| 08.02.2025                                                                 | Lake Placid                    | Große Olympiaschanze HS128     |                                | Nika Prevc | Agnes Reisch | Selina Freitag                                                                                                   | Nika Prevc       |
| 15.02.2025                                                                 | Ljubno                         | Logarska dolina HS94           |                                | Nika Prevc | Selina Freitag                                                                                                   | Thea Minyan Bjørseth                                                                                             | Nika Prevc       |
| 16.02.2025                                                                 | Ljubno                         | Logarska dolina HS94           |                                | Nika Prevc | Selina Freitag                                                                                                   | Lisa Eder | Nika Prevc       |
| 22.02.2025                                                                 | Hinzenbach                     | Aigner-Schanze HS90            |                                | Nika Prevc | Selina Freitag                                                                                                   | Jacqueline Seifriedsberger                                                                                       | Nika Prevc       |
| 23.02.2025                                                                 | Hinzenbach                     | Aigner-Schanze HS90            |                                | Nika Prevc | Selina Freitag                                                                                                   | Abigail Strate                                                                                                   | Nika Prevc       |
| 25. Februar bis 9. März 2025 Nordische Skiweltmeisterschaften in Trondheim |                                |                                |                                | | | | Nika Prevc       |
| 8. Raw Air                                                                 |                                |                                |                                | | | | Nika Prevc       |
| 13.03.2025                                                                 | Oslo                           | Holmenkollbakken HS134         |                                | Nika Prevc | Anna Odine Strøm                                                                                                 | Eirin Maria Kvandal                                                                                              | Nika Prevc       |
| 15.03.2025 2                                                               | Vikersund                      | Vikersundbakken HS240          | Skifliegen                     | Nika Prevc | Ema Klinec | Selina Freitag                                                                                                   | Nika Prevc       |
| 16.03.2025                                                                 | Vikersund                      | Vikersundbakken HS240          | Skifliegen                     | Wettkampf aufgrund starker und wechselnder Windbedingungen abgesagt.                                             | Wettkampf aufgrund starker und wechselnder Windbedingungen abgesagt.                                             | Wettkampf aufgrund starker und wechselnder Windbedingungen abgesagt.                                             | Nika Prevc       |
| Raw-Air-Gesamtwertung:                                                     | Raw-Air-Gesamtwertung:         | Raw-Air-Gesamtwertung:         | Raw-Air-Gesamtwertung:         | Nika Prevc | Eirin Maria Kvandal                                                                                              | Anna Odine Strøm                                                                                                 | Nika Prevc       |
| 20.03.2025                                                                 | Lahti                          | Salpausselkä-Schanze HS130     | Nacht                          | Nika Prevc | Selina Freitag                                                                                                   | Alexandria Loutitt                                                                                               | Nika Prevc       |
| 21.03.2025                                                                 | Lahti                          | Salpausselkä-Schanze HS130     | Nacht                          | Nika Prevc | Selina Freitag                                                                                                   | Ema Klinec | Nika Prevc       |

### Wertungen
| Rang | Name                       | Punkte |
| ---- | -------------------------- | ------ |
| 01.  | Nika Prevc                 | 1933   |
| 02.  | Selina Freitag             | 1293   |
| 03.  | Katharina Schmid           | 1201   |
| 04.  | Eirin Maria Kvandal        | 1026   |
| 05.  | Jacqueline Seifriedsberger | 0978   |
| 06.  | Lisa Eder                  | 0877   |
| 07.  | Eva Pinkelnig              | 0819   |
| 08.  | Anna Odine Strøm           | 0801   |
| 09.  | Ema Klinec                 | 0710   |
| 10.  | Alexandria Loutitt         | 0681   |
| 11.  | Thea Minyan Bjørseth       | 0678   |
| 12.  | Sara Takanashi             | 0601   |
| 13.  | Yūki Itō                   | 0509   |
| 14.  | Agnes Reisch               | 0484   |
| 15.  | Abigail Strate             | 0408   |
| 16.  | Lara Malsiner              | 0389   |
| 17.  | Juliane Seyfarth           | 0356   |
| 18.  | Nozomi Maruyama            | 0325   |
| 19.  | Yūka Setō                  | 0312   |
| 20.  | Ingvild Synnøve Midtskogen | 0305   |
| 21.  | Jenny Rautionaho           | 0284   |

| Rang | Name                  | Punkte |
| ---- | --------------------- | ------ |
| 22.  | Julia Mühlbacher      | 0264   |
| 23.  | Josephine Pagnier     | 0222   |
| 24.  | Kurumi Ichinohe       | 0187   |
| 25.  | Heidi Dyhre Traaserud | 0175   |
| 26.  | Annika Sieff          | 0139   |
| 27.  | Liu Qi                | 0118   |
| 28.  | Nicole Maurer         | 0111   |
| 29.  | Annika Belshaw        | 0108   |
| 30.  | Taja Bodlaj           | 0088   |
| 31.  | Julia Kykkänen        | 0081   |
| 32.  | Anna Twardosz         | 0080   |
| 33.  | Paige Jones           | 0055   |
| 34.  | Luisa Görlich         | 0051   |
| 35.  | Yuzuki Satō           | 0049   |
| 36.  | Alvine Holz           | 0048   |
| 37.  | Emely Torazza         | 0046   |
| 38.  | Tina Erzar            | 0042   |
| 39.  | Chiara Kreuzer        | 0041   |
| 40.  | Marita Kramer         | 0039   |
| 41.  | Emma Chervet          | 0036   |
| 42.  | Martina Ambrosi       | 0025   |

| Rang | Name                | Punkte |
| ---- | ------------------- | ------ |
| 43.  | Silje Opseth        | 0024   |
| 44.  | Dong Bing           | 0023   |
| 45.  | Katra Komar         | 0021   |
| 46.  | Weng Yangning       | 0020   |
|      | Nika Vodan          | 0020   |
| 48.  | Josie Johnson       | 0019   |
| 49.  | Anežka Indráčková   | 0017   |
| 50.  | Taja Sitar          | 0015   |
| 51.  | Karolína Indráčková | 0012   |
|      | Anna Hollandt       | 0012   |
| 53.  | Haruka Iwasa        | 0011   |
|      | Meghann Wadsak      | 0011   |
| 55.  | Jerica Jesenko      | 0009   |
| 56.  | Daniela Haralambie  | 0008   |
| 57.  | Zhou Shiyu          | 0006   |
| 58.  | Pola Bełtowska      | 0003   |
|      | Rea Kindlimann      | 0003   |
| 60.  | Mia Ingolič         | 0002   |
| 61.  | Sina Arnet          | 0001   |
|      | Tinkara Komar       | 0001   |
|      | Peng Qingyue        | 0001   |

| Rang | Name        | Punkte |
| ---- | ----------- | ------ |
| 01.  | Deutschland | 4241   |
| 02.  | Norwegen    | 3719   |
| 03.  | Österreich  | 3624   |
| 04.  | Slowenien   | 3291   |
| 05.  | Japan       | 2314   |

| Rang | Name               | Punkte |
| ---- | ------------------ | ------ |
| 06.  | Kanada             | 1280   |
| 07.  | Italien            | 0688   |
| 08.  | Finnland           | 0555   |
| 09.  | Vereinigte Staaten | 0382   |
| 10.  | Frankreich         | 0328   |

| Rang | Name                | Punkte |
| ---- | ------------------- | ------ |
| 11.  | Volksrepublik China | 0198   |
| 12.  | Polen               | 0193   |
| 13.  | Tschechien          | 0029   |
| 14.  | Rumänien            | 0008   |
| 15.  | Schweiz             | 0004   |

### Einzelergebnisse
| Rang | Athletin                   |          |          |                     |                     |         | Two-Nights-Tour | Two-Nights-Tour |            |            |       |       |       |       |             |                    |                    |           |           |            |            | Raw Air  | Raw Air  |          |          | Punkte |  |
| Rang | Athletin                   | Norwegen | Norwegen | China Volksrepublik | China Volksrepublik | Schweiz | Deutschland     | Deutschland     | Osterreich | Osterreich | Japan | Japan | Japan | Japan | Deutschland | Vereinigte Staaten | Vereinigte Staaten | Slowenien | Slowenien | Osterreich | Osterreich | Norwegen | Norwegen | Finnland | Finnland | Punkte |  |
| ---- | -------------------------- | -------- | -------- | ------------------- | ------------------- | ------- | --------------- | --------------- | ---------- | ---------- | ----- | ----- | ----- | ----- | ----------- | ------------------ | ------------------ | --------- | --------- | ---------- | ---------- | -------- | -------- | -------- | -------- | ------ |  |
| 01   | Nika Prevc                 | 1        | 11       | 3                   | 5                   | 1       | 1               | 1               | 2          | 3          | 11    | 6     | 1     | 3     | 6           | 1                  | 1                  | 1         | 1         | 1          | 1          | 1        | 1        | 1        | 1        | 1933   |  |
| 02   | Selina Freitag             | 3        | 2        | 17                  | 6                   | 8       | 8               | 5               | 5          | 5          | 5     | 2     | 9     | 8     | 8           | 4                  | 3                  | 2         | 2         | 2          | 2          | 8        | 3        | 2        | 2        | 1293   |  |
| 03   | Katharina Schmid           | 2        | 1        | 1                   | 1                   | 2       | 5               | 4               | 1          | 2          | 6     | 7     | 16    | 12    | 11          | 11                 | 7                  | 7         | 5         | 9          | 7          | 18       | 9        | 7        | 5        | 1201   |  |
| 04   | Eirin Maria Kvandal        | DSQ      | 4        | 2                   | 39                  | 7       | 2               | 3               | —          | —          | 3     | 1     | 6     | 2     | 1           | 2                  | 4                  | —         | —         | —          | —          | 3        | 4        | 4        | 4        | 1026   |  |
| 05   | Jacqueline Seifriedsberger | DSQQ     | 7        | 21                  | 7                   | 8       | 9               | 8               | 3          | 8          | 4     | 4     | 5     | 1     | 3           | 22                 | 6                  | 5         | 4         | 3          | 5          | 4        | 7        | 5        | 10       | 0978   |  |
| 06   | Lisa Eder                  | 7        | 3        | 11                  | 3                   | 4       | 7               | 9               | 4          | 7          | 2     | 10    | —     | —     | 18          | 10                 | 9                  | 4         | 3         | 4          | 4          | 7        | 12       | 8        | 12       | 0877   |  |
| 07   | Eva Pinkelnig              | 6        | 8        | 5                   | 9                   | 11      | 3               | 12              | 7          | 1          | 8     | 9     | 3     | 9     | —           | 8                  | 17                 | 8         | 10        | 5          | 6          | 12       | 11       | 12       | 11       | 0819   |  |
| 08   | Anna Odine Strøm           | 4        | 6        | 8                   | 14                  | 10      | 10              | 2               | 6          | 4          | 10    | 11    | 11    | 5     | 2           | 12                 | 7                  | 30        | DNSQ      | —          | —          | 2        | 8        | 9        | 6        | 0801   |  |
| 09   | Ema Klinec                 | DSQ      | 13       | 4                   | 2                   | 6       | 12              | 6               | 12         | 6          | 7     | 13    | 13    | 15    | 10          | 9                  | 11                 | 11        | 16        | —          | —          | 13       | 2        | 10       | 3        | 0710   |  |
| 10   | Alexandria Loutitt         | 8        | 10       | 12                  | 8                   | 5       | 13              | 14              | 9          | 24         | 1     | 12    | 8     | 4     | —           | 3                  | 10                 | DNSQ      | DNSQ      | —          | —          | 6        | 5        | 3        | 16       | 0681   |  |
| 11   | Thea Minyan Bjørseth       | 11       | 15       | 6                   | 10                  | 3       | 6               | 20              | 8          | 9          | 9     | 3     | 2     | 6     | 4           | 7                  | 5                  | 3         | —         | —          | —          | —        | —        | —        | —        | 0678   |  |
| 12   | Sara Takanashi             | 10       | 17       | 14                  | 4                   | 12      | 15              | 11              | 11         | 30         | 14    | 8     | 11    | 7     | 7           | —                  | —                  | 6         | 6         | 6          | 9          | 5        | 15       | 14       | 8        | 0601   |  |
| 13   | Yūki Itō                   | 13       | 12       | 16                  | 11                  | DSQQ    | 14              | 10              | 21         | 10         | 15    | 15    | 7     | 13    | 12          | —                  | —                  | 9         | 7         | 15         | 12         | 10       | 6        | 6        | 9        | 0509   |  |
| 14   | Agnes Reisch               | 24       | 19       | —                   | —                   | 13      | 4               | 7               | 20         | 13         | 12    | 5     | 4     | 11    | 5           | 5                  | 2                  | —         | —         | —          | —          | 24       | 21       | —        | —        | 0484   |  |
| 15   | Abigail Strate             | 9        | 18       | 25                  | 18                  | 21      | 17              | 17              | 18         | 18         | 19    | NQ    | 17    | 14    | —           | 14                 | 12                 | —         | —         | 8          | 3          | 9        | 14       | 11       | 7        | 0408   |  |
| 16   | Lara Malsiner              | 21       | 26       | 9                   | 13                  | 23      | NQ              | 15              | 13         | 16         | 16    | 17    | 18    | 10    | 17          | 17                 | 18                 | 15        | 9         | 7          | 8          | 17       | 16       | 25       | 22       | 0389   |  |
| 17   | Juliane Seyfarth           | 14       | 14       | 31                  | 16                  | 17      | 11              | 16              | 15         | 22         | 20    | 21    | 29    | 17    | 15          | 18                 | 16                 | 21        | 17        | 12         | 10         | 14       | 13       | 13       | 15       | 0356   |  |
| 18   | Nozomi Maruyama            | 12       | 16       | 13                  | 15                  | 19      | 16              | 18              | 10         | 11         | 21    | 16    | DSQ   | —     | 20          | —                  | —                  | 18        | 19        | 23         | 18         | 11       | 10       | 15       | 17       | 0325   |  |
| 19   | Yūka Setō                  | 17       | 9        | 22                  | 23                  | 16      | 21              | 19              | 19         | 12         | 13    | 19    | 20    | 16    | 13          | —                  | —                  | 12        | 13        | 11         | 13         | 27       | —        | 22       | 27       | 0312   |  |
| 20   | Ingvild Synnøve Midtskogen | 5        | 5        | 7                   | 12                  | DSQQ    | 23              | 13              | 30         | 34         | —     | —     | —     | —     | 9           | 6                  | 15                 | —         | —         | —          | —          | 20       | —        | 19       | 13       | 0305   |  |
| 21   | Jenny Rautionaho           | 15       | 24       | 14                  | 17                  | 14      | 18              | 22              | DSQQ       | 14         | 18    | 14    | 26    | 24    | 14          | 13                 | 22                 | 17        | 14        | —          | —          | 16       | 18       | 18       | 23       | 0284   |  |
| 22   | Julia Mühlbacher           | 20       | 21       | 19                  | 26                  | 18      | 19              | 28              | 17         | 19         | 22    | 22    | 22    | 27    | 27          | 29                 | 27                 | 16        | 8         | 13         | 11         | 22       | 17       | 27       | 18       | 0264   |  |
| 23   | Joséphine Pagnier          | 18       | DSQQ     | 26                  | 36                  | 34      | 25              | NQ              | 22         | NQ         | 31    | 20    | 14    | 22    | 16          | 16                 | 23                 | 14        | 25        | 17         | 14         | 15       | 22       | 17       | 14       | 0222   |  |
| 24   | Kurumi Ichinohe            | 31       | 22       | 20                  | 28                  | 15      | 20              | 21              | 15         | 25         | 33    | —     | 20    | 29    | 24          | —                  | —                  | 10        | 11        | 26         | 15         | 38       | 19       | 32       | 29       | 0187   |  |
| 25   | Heidi Dyhre Traaserud      | 22       | 30       | —                   | —                   | 20      | 22              | 24              | 24         | 20         | 17    | 23    | 10    | 17    | 23          | 15                 | 13                 | DSQ       | DNSQ      | —          | —          | 30       | 20       | 30       | 30       | 0175   |  |
| 26   | Annika Sieff               | DSQ      | 33       | 10                  | 18                  | 27      | 26              | 23              | 33         | 37         | 27    | 25    | 23    | 30    | 25          | DNS                | —                  | —         | —         | 14         | 17         | 23       | —        | 20       | 24       | 0139   |  |
| 27   | Liu Qi                     | 28       | 31       | 34                  | 30                  | —       | 28              | NQ              | 14         | 15         | 29    | 26    | NQ    | 39    | —           | —                  | —                  | 21        | 28        | 10         | 31         | 19       | —        | 24       | 19       | 0118   |  |
| 28   | Nicole Maurer              | 26       | 27       | 33                  | 34                  | 24      | NQ              | NQ              | 35         | 27         | 26    | 23    | 25    | 38    | —           | DNS                | 21                 | 36        | 18        | 17         | 16         | 26       | —        | 26       | 21       | 0111   |  |
| 29   | Annika Belshaw             | 37       | 37       | NQ                  | 40                  | NQ      | NQ              | NQ              | 31         | 17         | 23    | 28    | 15    | 37    | 22          | 19                 | 14                 | DSQQ      | 38        | 16         | DSQ        | 40       | —        | 29       | 20       | 0108   |  |
| 30   | Taja Bodlaj                | 30       | NQ       | NQ                  | 32                  | 22      | NQ              | 25              | 23         | 21         | 34    | 31    | 19    | 21    | 30          | 25                 | 26                 | —         | —         | —          | —          | 25       | —        | 23       | 25       | 0088   |  |
| 31   | Julia Kykkänen             | 29       | NQ       | 18                  | 24                  | NQ      | 27              | 26              | —          | —          | 25    | 18    | 28    | 26    | 21          | 26                 | 28                 | —         | —         | —          | —          | 35       | —        | 33       | 26       | 0081   |  |
| 32   | Anna Twardosz              | 34       | NQ       | —                   | —                   | 29      | —               | —               | NQ         | 26         | 38    | 37    | 24    | 19    | 29          | 20                 | 19                 | 37        | 15        | —          | —          | 32       | —        | 21       | 28       | 0080   |  |
| 33   | Paige Jones                | 32       | 29       | 24                  | 22                  | 37      | NQ              | —               | DNSQ       | DNSQ       | 36    | 34    | 30    | 23    | 28          | 37                 | 31                 | 19        | 26        | 35         | 23         | 36       | —        | —        | —        | 0055   |  |
| 34   | Luisa Görlich              | —        | —        | —                   | —                   | —       | —               | —               | —          | —          | —     | —     | —     | —     | —           | —                  | —                  | 13        | 12        | 22         | 38         | —        | —        | —        | —        | 0051   |  |
| 35   | Yuzuki Satō                | —        | —        | —                   | —                   | —       | —               | —               | —          | —          | 28    | 29    | 36    | NQ    | —           | 23                 | 20                 | —         | —         | —          | —          | 21       | —        | 16       | —        | 0049   |  |
| 36   | Alvine Holz                | 27       | 28       | 23                  | 21                  | 31      | 30              | NQ              | 29         | 31         | 40    | 30    | 27    | 20    | —           | —                  | —                  | 32        | 35        | 37         | 27         | 44       | —        | 36       | —        | 0048   |  |
| 37   | Emely Torazza              | —        | —        | NQ                  | NQ                  | NQ      | NQ              | NQ              | —          | —          | —     | —     | —     | —     | 19          | —                  | —                  | 26        | 23        | 20         | 21         | —        | —        | 34       | —        | 0046   |  |
| 38   | Tina Erzar                 | NQ       | NQ       | 27                  | 27                  | —       | NQ              | NQ              | 25         | 29         | —     | —     | —     | —     | —           | 21                 | 30                 | —         | —         | 25         | 25         | 41       | —        | 28       | —        | 0042   |  |
| 39   | Chiara Kreuzer             | —        | —        | —                   | —                   | —       | —               | —               | NQ         | NQ         | —     | —     | —     | —     | 31          | —                  | —                  | 20        | 20        | 21         | 22         | —        | —        | —        | —        | 0041   |  |
| 40   | Marita Kramer              | 16       | 23       | 28                  | NQ                  | 25      | 24              | NQ              | —          | —          | —     | —     | —     | —     | —           | —                  | —                  | —         | —         | —          | —          | —        | —        | —        | —        | 0039   |  |
| 41   | Emma Chervet               | DSQQ     | NQ       | 39                  | 33                  | NQ      | NQ              | 30              | 32         | NQ         | 30    | 32    | NQ    | 32    | 33          | 24                 | 25                 | 35        | 33        | 19         | 24         | 29       | —        | NQ       | —        | 0036   |  |
| 42   | Martina Ambrosi            | NQ       | NQ       | 35                  | NQ                  | 28      | DSQQ            | NQ              | 38         | 23         | 37    | 40    | 35    | 25    | —           | —                  | —                  | 23        | 35        | 34         | 36         | —        | —        | 38       | —        | 0025   |  |
| 43   | Silje Opseth               | 23       | 20       | —                   | —                   | 26      | —               | —               | —          | —          | DNSQ  | —     | —     | —     | —           | —                  | —                  | —         | —         | —          | —          | —        | —        | —        | —        | 0024   |  |
| 44   | Dong Bing                  | 33       | NQ       | DSQQ                | 20                  | —       | —               | —               | NQ         | 35         | 32    | 39    | NQ    | 31    | —           | —                  | —                  | 31        | 22        | 28         | NQ         | 31       | —        | 31       | —        | 0023   |  |
| 45   | Katra Komar                | NQ       | NQ       | —                   | —                   | DSQQ    | NQ              | NQ              | 34         | NQ         | NQ    | NQ    | 32    | 36    | —           | —                  | —                  | 25        | 31        | 27         | 20         | 39       | —        | 37       | —        | 0021   |  |
| 46   | Weng Yangning              | NQ       | NQ       | NQ                  | 31                  | —       | —               | —               | NQ         | NQ         | NQ    | NQ    | NQ    | 32    | —           | —                  | —                  | 39        | 30        | 24         | 19         | 32       | —        | 40       | —        | 0020   |  |
| 46   | Nika Vodan                 | 19       | 25       | 29                  | NQ                  | —       | —               | —               | —          | —          | —     | —     | —     | —     | —           | —                  | —                  | —         | —         | —          | —          | —        | —        | —        | —        | 0020   |  |
| 48   | Josie Johnson              | NQ       | 39       | —                   | —                   | 35      | NQ              | NQ              | NQ         | NQ         | —     | —     | —     | —     | 26          | 27                 | 24                 | —         | —         | —          | —          | 28       | —        | NQ       | —        | 0019   |  |
| 49   | Anežka Indráčková          | NQ       | NQ       | NQ                  | NQ                  | —       | 29              | 27              | 27         | 33         | —     | —     | —     | —     | —           | 32                 | 29                 | —         | —         | 35         | 26         | —        | —        | DSQQ     | —        | 0017   |  |
| 50   | Taja Sitar                 | —        | —        | —                   | —                   | —       | —               | —               | —          | —          | —     | —     | —     | —     | —           | —                  | —                  | 33        | 21        | 29         | 28         | —        | —        | —        | —        | 0015   |  |
| 51   | Karolína Indráčková        | NQ       | NQ       | 30                  | 29                  | 32      | NQ              | 29              | 36         | 32         | —     | —     | —     | —     | —           | —                  | —                  | 34        | 24        | 33         | 32         | 34       | —        | 35       | —        | 0012   |  |
| 51   | Anna Hollandt              | 25       | 32       | 36                  | 38                  | —       | NQ              | —               | 28         | 28         | NQ    | 38    | NQ    | 35    | —           | —                  | —                  | —         | —         | —          | —          | —        | —        | —        | —        | 0012   |  |
| 53   | Haruka Iwasa               | NQ       | 34       | —                   | —                   | —       | —               | —               | —          | —          | 24    | 27    | NQ    | —     | —           | —                  | —                  | —         | —         | —          | —          | —        | —        | —        | —        | 0011   |  |
| 53   | Meghann Wadsak             | —        | —        | —                   | —                   | 30      | NQ              | NQ              | 26         | NQ         | NQ    | 35    | 31    | 28    | —           | —                  | —                  | —         | —         | NQ         | 29         | —        | —        | —        | —        | 0011   |  |
| 55   | Jerica Jesenko             | —        | —        | —                   | —                   | —       | —               | —               | —          | —          | —     | —     | —     | —     | —           | —                  | —                  | 24        | 29        | NQ         | NQ         | —        | —        | —        | —        | 0009   |  |
| 56   | Daniela Haralambie         | 36       | NQ       | 38                  | 35                  | 38      | NQ              | NQ              | DNS        | 38         | —     | —     | —     | —     | —           | —                  | —                  | 27        | 27        | 38         | 33         | —        | —        | —        | —        | 0008   |  |
| 57   | Zhou Shiyu                 | NQ       | 35       | 31                  | 25                  | —       | NQ              | NQ              | NQ         | DSQQ       | NQ    | 36    | NQ    | NQ    | —           | —                  | —                  | NQ        | NQ        | 39         | 35         | 43       | —        | NQ       | —        | 0006   |  |
| 58   | Pola Bełtowska             | NQ       | NQ       | —                   | —                   | —       | —               | —               | —          | —          | NQ    | NQ    | NQ    | NQ    | 36          | 28                 | NQ                 | —         | —         | —          | —          | 37       | —        | NQ       | —        | 0003   |  |
| 58   | Rea Kindlimann             | —        | —        | NQ                  | NQ                  | NQ      | —               | —               | —          | —          | —     | —     | —     | —     | —           | —                  | —                  | 28        | NQ        | —          | —          | —        | —        | —        | —        | 0003   |  |
| 60   | Mia Ingolič                | —        | —        | —                   | —                   | —       | —               | —               | —          | —          | —     | —     | —     | —     | —           | —                  | —                  | 29        | 35        | —          | —          | —        | —        | —        | —        | 0002   |  |
| 61   | Sina Arnet                 | —        | —        | 37                  | NQ                  | 36      | —               | —               | —          | —          | —     | —     | —     | —     | —           | 30                 | 32                 | —         | —         | —          | —          | —        | —        | —        | —        | 0001   |  |
| 61   | Tinkara Komar              | —        | —        | —                   | —                   | —       | —               | —               | —          | —          | —     | —     | —     | —     | —           | —                  | —                  | —         | —         | 32         | 30         | —        | —        | —        | —        | 0001   |  |
| 61   | Peng Qingyue               | NQ       | NQ       | NQ                  | NQ                  | —       | DSQQ            | NQ              | NQ         | NQ         | —     | —     | NQ    | NQ    | —           | —                  | —                  | NQ        | NQ        | 30         | NQ         | 46       | —        | NQ       | —        | 0001   |  |
|      |                            |          |          |                     |                     |         |                 |                 |            |            |       |       |       |       |             |                    |                    |           |           |            |            |          |          |          |          |        |  |
| —    | Pan Yutong                 | —        | —        | NQ                  | NPSQ                | —       | NQ              | NQ              | —          | —          | NQ    | NQ    | 34    | NQ    | —           | —                  | —                  | NQ        | NQ        | NQ         | NQ         | 45       | —        | 39       | —        | —      |  |
| —    | Shi Wanqiu                 | —        | —        | NQ                  | DSQQ                | —       | —               | —               | —          | —          | —     | —     | —     | —     | —           | —                  | —                  | —         | —         | —          | —          | —        | —        | —        | —        | —      |  |
| —    | Wang Liangyao              | NQ       | NQ       | DSQQ                | NQ                  | —       | NQ              | NQ              | NQ         | DSQQ       | NQ    | NQ    | —     | —     | —           | —                  | —                  | —         | —         | —          | —          | —        | —        | —        | —        | —      |  |
| —    | Lia Böhme                  | —        | —        | —                   | —                   | —       | NQ              | —               | —          | —          | —     | —     | —     | —     | —           | —                  | —                  | —         | —         | —          | —          | —        | —        | —        | —        | —      |  |
| —    | Kim Amy Duschek            | —        | —        | —                   | —                   | —       | NQ              | —               | —          | —          | —     | —     | —     | —     | —           | —                  | —                  | —         | —         | —          | —          | —        | —        | —        | —        | —      |  |
| —    | Julina Kreibich            | —        | —        | —                   | —                   | —       | NQ              | —               | —          | —          | —     | —     | —     | —     | —           | —                  | —                  | —         | —         | —          | —          | —        | —        | —        | —        | —      |  |
| —    | Pia Lilian Kübler          | —        | —        | —                   | —                   | —       | NQ              | NQ              | —          | —          | —     | —     | —     | —     | —           | —                  | —                  | —         | —         | —          | —          | —        | —        | —        | —        | —      |  |
| —    | Anna-Fay Scharfenberg      | —        | —        | —                   | —                   | —       | NQ              | NQ              | —          | —          | —     | —     | —     | —     | —           | —                  | —                  | —         | —         | —          | —          | —        | —        | —        | —        | —      |  |
| —    | Julia Aikia                | —        | —        | —                   | —                   | —       | —               | —               | —          | —          | —     | —     | —     | —     | —           | —                  | —                  | —         | —         | —          | —          | —        | —        | NQ       | —        | —      |  |
| —    | Heta Hirvonen              | —        | —        | —                   | —                   | —       | —               | —               | —          | —          | —     | —     | —     | —     | —           | —                  | —                  | —         | —         | —          | —          | —        | —        | NQ       | 31       | —      |  |
| —    | Sofia Mattila              | —        | —        | —                   | —                   | —       | —               | —               | —          | —          | —     | —     | —     | —     | —           | —                  | —                  | —         | —         | —          | —          | —        | —        | NQ       | —        | —      |  |
| —    | Oosa Thure                 | —        | —        | —                   | —                   | —       | —               | —               | —          | —          | —     | —     | —     | —     | —           | —                  | —                  | —         | —         | —          | —          | —        | —        | NQ       | 32       | —      |  |
| —    | Emilia Vidgren             | —        | —        | —                   | —                   | —       | —               | —               | —          | —          | —     | —     | —     | —     | —           | —                  | —                  | —         | —         | —          | —          | —        | —        | NQ       | —        | —      |  |
| —    | Jessica Malsiner           | NQ       | NQ       | —                   | —                   | NQ      | NQ              | NQ              | NQ         | NQ         | —     | —     | —     | —     | 32          | —                  | —                  | NQ        | 31        | 31         | 34         | —        | —        | NQ       | —        | —      |  |
| —    | Noelia Vuerich             | —        | —        | —                   | —                   | —       | —               | —               | NQ         | NQ         | —     | —     | —     | —     | —           | —                  | —                  | —         | —         | NQ         | NQ         | —        | —        | —        | —        | —      |  |
| —    | Martina Zanitzer           | NQ       | 40       | —                   | —                   | —       | —               | —               | NQ         | 40         | NQ    | 33    | NQ    | 34    | —           | NQ                 | 35                 | —         | —         | NQ         | NQ         | —        | —        | —        | —        | —      |  |
| —    | Riko Iwasaki               | —        | —        | —                   | —                   | —       | —               | —               | —          | —          | NQ    | —     | NQ    | —     | —           | 31                 | 34                 | —         | —         | —          | —          | —        | —        | —        | —        | —      |  |
| —    | Yuka Kobayashi             | —        | —        | —                   | —                   | —       | —               | —               | —          | —          | NQ    | —     | 38    | —     | —           | —                  | —                  | —         | —         | —          | —          | —        | —        | —        | —        | —      |  |
| —    | Ringo Miyajima             | —        | —        | —                   | —                   | —       | —               | —               | —          | —          | 39    | —     | 39    | —     | —           | —                  | —                  | —         | —         | —          | —          | —        | —        | —        | —        | —      |  |
| —    | Nagomi Nakayama            | —        | —        | —                   | —                   | —       | —               | —               | —          | —          | NQ    | —     | 33    | 40    | —           | —                  | —                  | —         | —         | —          | —          | —        | —        | —        | —        | —      |  |
| —    | Kikka Sakamoto             | —        | —        | —                   | —                   | —       | —               | —               | —          | —          | —     | —     | —     | —     | —           | 35                 | 33                 | —         | —         | —          | —          | —        | —        | —        | —        | —      |  |
| —    | Riko Sakurai               | —        | —        | —                   | —                   | —       | —               | —               | —          | —          | 35    | —     | NQ    | —     | —           | —                  | —                  | —         | —         | —          | —          | —        | —        | —        | —        | —      |  |
| —    | Kjersti Græsli             | NQ       | NQ       | —                   | —                   | —       | —               | —               | —          | —          | —     | —     | —     | —     | —           | —                  | —                  | —         | —         | —          | —          | —        | —        | —        | —        | —      |  |
| —    | Nora Midtsundstad          | NQ       | NQ       | —                   | —                   | —       | —               | —               | 39         | 36         | —     | —     | —     | —     | —           | —                  | —                  | —         | —         | —          | —          | —        | —        | —        | —        | —      |  |
| —    | Sophie Kothbauer           | —        | —        | —                   | —                   | —       | —               | —               | —          | —          | —     | —     | —     | —     | —           | —                  | —                  | —         | —         | NQ         | NQ         | —        | —        | —        | —        | —      |  |
| —    | Vanessa Moharitsch         | —        | —        | —                   | —                   | —       | —               | —               | —          | —          | —     | —     | —     | —     | —           | —                  | —                  | —         | —         | NQ         | NQ         | —        | —        | —        | —        | —      |  |
| —    | Sara Pokorny               | —        | —        | —                   | —                   | —       | —               | —               | —          | —          | —     | —     | —     | —     | —           | —                  | —                  | —         | —         | NQ         | NQ         | —        | —        | —        | —        | —      |  |
| —    | Hannah Wiegele             | —        | —        | —                   | —                   | —       | —               | —               | —          | —          | —     | —     | —     | —     | 34          | —                  | —                  | NQ        | NQ        | NQ         | NQ         | —        | —        | —        | —        | —      |  |
| —    | Nicole Konderla            | NQ       | 38       | —                   | —                   | NQ      | —               | —               | NQ         | NQ         | NQ    | NQ    | 37    | NQ    | —           | 34                 | DSQ                | NQ        | 39        | —          | —          | —        | —        | —        | —        | —      |  |
| —    | Natalia Słowik             | NQ       | NQ       | —                   | —                   | NQ      | —               | —               | NQ         | NQ         | —     | —     | —     | —     | —           | NQ                 | 38                 | —         | —         | —          | —          | —        | —        | —        | —        | —      |  |
| —    | Kira Mária Kapustíková     | 35       | NQ       | NQ                  | NQ                  | DNSQ    | NQ              | NQ              | NQ         | NQ         | —     | —     | —     | —     | —           | —                  | —                  | —         | —         | —          | —          | —        | —        | NQ       | —        | —      |  |
| —    | Tamara Mesíková            | —        | —        | —                   | —                   | —       | —               | —               | NQ         | NQ         | —     | —     | —     | —     | —           | 33                 | 37                 | —         | —         | —          | —          | —        | —        | NQ       | —        | —      |  |
| —    | Živa Andrić                | —        | —        | —                   | —                   | —       | —               | —               | —          | —          | —     | —     | —     | —     | —           | —                  | —                  | NQ        | NQ        | —          | —          | —        | —        | —        | —        | —      |  |
| —    | Lucija Jurgec              | —        | —        | —                   | —                   | —       | —               | —               | —          | —          | —     | —     | —     | —     | —           | 39                 | 39                 | —         | —         | —          | —          | —        | —        | —        | —        | —      |  |
| —    | Nina Kontrec               | —        | —        | —                   | —                   | —       | —               | —               | —          | —          | —     | —     | —     | —     | —           | —                  | —                  | NQ        | NQ        | —          | —          | —        | —        | —        | —        | —      |  |
| —    | Taja Košir                 | —        | —        | —                   | —                   | —       | —               | —               | —          | —          | —     | —     | —     | —     | —           | —                  | —                  | NQ        | NQ        | —          | —          | —        | —        | —        | —        | —      |  |
| —    | Ajda Košnjek               | —        | —        | —                   | —                   | 33      | NQ              | NQ              | 37         | NQ         | —     | —     | —     | —     | —           | —                  | —                  | —         | —         | —          | —          | —        | —        | —        | —        | —      |  |
| —    | Maja Kovačič               | —        | —        | —                   | —                   | —       | —               | —               | —          | —          | —     | —     | —     | —     | —           | —                  | —                  | NQ        | NQ        | —          | —          | —        | —        | —        | —        | —      |  |
| —    | Veronika Jenčová           | NQ       | NQ       | NQ                  | NQ                  | NQ      | NQ              | NQ              | NQ         | NQ         | —     | —     | —     | —     | —           | —                  | —                  | NQ        | 34        | NQ         | DSQ        | 42       | —        | —        | —        | —      |  |
| —    | Klára Ulrichová            | NQ       | NQ       | DSQ                 | NQ                  | 39      | NQ              | NQ              | NQ         | 39         | —     | —     | —     | —     | —           | —                  | —                  | —         | —         | —          | —          | —        | —        | NQ       | —        | —      |  |
| —    | Schanna Hluchowa           | NQ       | 36       | NQ                  | NQ                  | NQ      | —               | —               | —          | —          | NQ    | NQ    | NQ    | NQ    | —           | —                  | —                  | 38        | 40        | 40         | 37         | —        | —        | —        | —        | —      |  |
| —    | Tetjana Pylyptschuk        | NQ       | NQ       | DSQQ                | NQ                  | NQ      | —               | —               | —          | —          | NQ    | DSQQ  | NQ    | NQ    | —           | —                  | —                  | NQ        | NQ        | NQ         | NQ         | —        | —        | —        | —        | —      |  |
| —    | Estella Hassrick           | —        | —        | —                   | —                   | —       | —               | —               | —          | —          | —     | —     | —     | —     | —           | NQ                 | NQ                 | —         | —         | NQ         | —          | —        | —        | —        | —        | —      |  |
| —    | Samantha Macuga            | NQ       | NQ       | NQ                  | 37                  | 40      | NQ              | NQ              | NQ         | NQ         | NQ    | NQ    | NQ    | NQ    | 35          | 36                 | 36                 | —         | —         | NQ         | NQ         | —        | —        | —        | —        | —      |  |
| —    | Sandra Sproch              | —        | —        | —                   | —                   | —       | —               | —               | —          | —          | —     | —     | —     | —     | —           | 38                 | NQ                 | —         | —         | —          | —          | —        | —        | —        | —        | —      |  |
| Rang | Athletin                   | Norwegen | Norwegen | China Volksrepublik | China Volksrepublik | Schweiz | Deutschland     | Deutschland     | Osterreich | Osterreich | Japan | Japan | Japan | Japan | Deutschland | Vereinigte Staaten | Vereinigte Staaten | Slowenien | Slowenien | Osterreich | Osterreich | Norwegen | Norwegen | Finnland | Finnland | Punkte |  |
| Rang | Athletin                   |          |          |                     |                     |         | Two-Nights-Tour | Two-Nights-Tour |            |            |       |       |       |       |             |                    |                    |           |           |            |            | Raw Air  | Raw Air  |          |          | Punkte |  |

Legende
| Farbe | Farbe | Farbe | Bedeutung                                                     |
| ----- | ----- | ----- | ------------------------------------------------------------- |
| 1     | 2     | 3     | Erster / Zweiter / Dritter                                    |
| XX    | XX    | XX    | Platz 4 bis 30 – Weltcuppunkte                                |
| XX    | XX    | XX    | Platz 31 bis 50 – keine Weltcuppunkte                         |
| —     | —     | —     | Nicht teilgenommen                                            |
| DNS   | DNS   | DNS   | Nicht gestartet                                               |
| DSQ   | DSQ   | DSQ   | Disqualifiziert im Wettbewerb                                 |
| NPS   | NPS   | NPS   | Keine Starterlaubnis im Wettkampf                             |
| NQ    | NQ    | NQ    | Nicht qualifiziert                                            |
| DSQQ  | DSQQ  | DSQQ  | Disqualifiziert in der Qualifikation; Nicht qualifiziert      |
| NPSQ  | NPSQ  | NPSQ  | Keine Starterlaubnis in der Qualifikation; Nicht qualifiziert |
| DNSQ  | DNSQ  | DNSQ  | Nicht in der Qualifikation gestartet; Nicht qualifiziert      |

| Punkteverteilung | Punkteverteilung | Punkteverteilung | Punkteverteilung | Punkteverteilung | Punkteverteilung | Punkteverteilung | Punkteverteilung | Punkteverteilung | Punkteverteilung | Punkteverteilung | Punkteverteilung | Punkteverteilung | Punkteverteilung | Punkteverteilung | Punkteverteilung | Punkteverteilung | Punkteverteilung | Punkteverteilung | Punkteverteilung | Punkteverteilung | Punkteverteilung | Punkteverteilung | Punkteverteilung | Punkteverteilung | Punkteverteilung | Punkteverteilung | Punkteverteilung | Punkteverteilung | Punkteverteilung | Punkteverteilung |
| ---------------- | ---------------- | ---------------- | ---------------- | ---------------- | ---------------- | ---------------- | ---------------- | ---------------- | ---------------- | ---------------- | ---------------- | ---------------- | ---------------- | ---------------- | ---------------- | ---------------- | ---------------- | ---------------- | ---------------- | ---------------- | ---------------- | ---------------- | ---------------- | ---------------- | ---------------- | ---------------- | ---------------- | ---------------- | ---------------- | ---------------- |
| Platz            | 1                | 2                | 3                | 4                | 5                | 6                | 7                | 8                | 9                | 10               | 11               | 12               | 13               | 14               | 15               | 16               | 17               | 18               | 19               | 20               | 21               | 22               | 23               | 24               | 25               | 26               | 27               | 28               | 29               | 30               |
| Punkte           | 100              | 80               | 60               | 50               | 45               | 40               | 36               | 32               | 29               | 26               | 24               | 22               | 20               | 18               | 16               | 15               | 14               | 13               | 12               | 11               | 10               | 9                | 8                | 7                | 6                | 5                | 4                | 3                | 2                | 1                |

### Karriereende
Vor der Saison:
- Urša Križnar

Nach der Saison:
- Josephin Laue[18]
- Pauline Eichhorn
- Wiktoria Przybyła
- Lilou Zepchi[19]

## Mixed
Die Anzahl von drei Mixed-Teamwettbewerben in einer Weltcup-Saison stellt einen neuen Rekord dar.
| Datum      | Austragungsort | Schanze                    | Bemerkung | Sieger                                                                                          | Zweiter                                                                                         | Dritter                                                                      |
| ---------- | -------------- | -------------------------- | --------- | ----------------------------------------------------------------------------------------------- | ----------------------------------------------------------------------------------------------- | ---------------------------------------------------------------------------- |
| 22.11.2024 | Lillehammer    | Lysgårdsbakken HS140       | Nacht     | DeutschlandSelina Freitag Andreas Wellinger Katharina Schmid Pius Paschke                       | NorwegenAnna Odine Strøm Kristoffer Eriksen Sundal Eirin Maria Kvandal Marius Lindvik           | ÖsterreichLisa Eder Daniel Tschofenig Eva Pinkelnig Jan Hörl                 |
| 31.01.2025 | Willingen      | Mühlenkopfschanze HS147    |           | NorwegenThea Minyan Bjørseth Kristoffer Eriksen Sundal Eirin Maria Kvandal Johann André Forfang | ÖsterreichLisa Eder Jan Hörl Jacqueline Seifriedsberger Daniel Tschofenig                       | DeutschlandKatharina Schmid Philipp Raimund Selina Freitag Andreas Wellinger |
| 08.02.2025 | Lake Placid    | Große Olympiaschanze HS128 |           | DeutschlandAgnes Reisch Philipp Raimund Selina Freitag Andreas Wellinger                        | NorwegenThea Minyan Bjørseth Kristoffer Eriksen Sundal Eirin Maria Kvandal Johann André Forfang | ÖsterreichLisa Eder Jan Hörl Jacqueline Seifriedsberger Daniel Tschofenig    |

## Kader

### Herren

#### Deutschland
Der DSV gab Anfang Mai 2024 die Kadereinteilung für die Saison 2024/25 bekannt.
| Name                |
| ------------------- |
| Markus Eisenbichler |
| Karl Geiger         |
| Stephan Leyhe       |
| Justin Lisso 4      |
| Pius Paschke        |
| Philipp Raimund     |
| Andreas Wellinger   |

| Name              |
| ----------------- |
| Ben Bayer         |
| Finn Braun        |
| Jannik Faisst     |
| Martin Hamann     |
| Felix Hoffmann    |
| Eric Hoyer        |
| Luca Roth         |
| Constantin Schmid |
| Emanuel Schmid    |
| Simon Spiewok 5   |
| Simon Steinbeißer |
| Adrian Tittel     |

| Name             |
| ---------------- |
| Lasse Deimel     |
| Julian Fussi     |
| Felix Frischmann |
| Janne Holz       |
| Robin Kloß       |
| Elias Malcher    |
| Alex Reiter      |
| Max Unglaube     |
| Simon Vöhringer  |

| Name            |
| --------------- |
| Max Berger      |
| Björn Börnig    |
| Nils Dellit     |
| Florian Fechner |
| Jan Ole Fetzer  |
| Ludwig Flamme   |
| Keno Georgi     |
| Arne Holz       |
| Elias Holzer    |
| Hannes Klee     |
| Lukas Krenz     |
| Yann Kullmann   |
| Jonathan Munte  |
| Janne Schmelzle |
| Bastian Schmid  |
| Matti Sommer    |
| Emil Vogel      |
| Louis Wölfle    |

- Cheftrainer: Stefan Horngacher, Co-Trainer: Maximilian Mechler, Andreas Mitter, Christian Winkler und Paul Winter
- Trainer Lehrgangsgruppe Ib: Ronny Hornschuh, Co-Trainer: Peter Rohwein, Jens Deimel, Christian Heim
- Trainer Lehrgangsgruppe IIa: Andreas Wank und Tino Haase, Christian Leitner
- Trainer Lehrgangsgruppe IIb: Martin Schmitt

#### Österreich
Der Nationalkader Österreichs wurde Anfang Mai 2024 bekanntgegeben.
| Name              |
| ----------------- |
| Manuel Fettner    |
| Michael Hayböck   |
| Jan Hörl          |
| Daniel Huber      |
| Stefan Kraft      |
| Daniel Tschofenig |

| Name               |
| ------------------ |
| Clemens Aigner     |
| Philipp Aschenwald |
| Stephan Embacher   |
| Clemens Leitner    |
| Francisco Mörth    |
| Markus Müller      |
| Maximilian Ortner  |
| Jonas Schuster     |
| Maximilian Steiner |

| Name              |
| ----------------- |
| Lukas Haagen      |
| Fabian Held       |
| Hannes Landerer   |
| Johannes Pölz     |
| Simon Steinberger |
| Clemens Vinatzer  |
| Marco Wörgötter   |

| Name                   |
| ---------------------- |
| Tobias Bachleitner     |
| Thomas Benedikt        |
| Nikolaus Humml         |
| Maximilian Moosbrugger |
| Fabian Plank           |
| Jakob Steinberger      |
| Matthias Wieser        |
| Maximilian Zaller      |

- Cheftrainer: Andreas Widhoelzl

#### Schweiz
Der Schweizer Nationalkader wurde bereits Anfang April 2024 bekanntgegeben.
| Name               |
| ------------------ |
| Gregor Deschwanden |

| Name          |
| ------------- |
| Remo Imhof    |
| Killian Peier |

| Name             |
| ---------------- |
| Simon Ammann     |
| Sandro Hauswirth |
| Felix Trunz      |
| Yanick Wasser    |

| Name              |
| ----------------- |
| Juri Kesseli      |
| Lean Niederberger |
| Marius Sieber     |

- Cheftrainer: Rune Velta, Co-Trainer: Martin Künzle

#### Finnland
Der Kader Finnlands wurde Anfang Juni 2024 bekanntgegeben. Neuer Cheftrainer ist Igor Medved. Niko Kytösaho bereitet sich individuell auf den Winter vor.
| Name            |
| --------------- |
| Antti Aalto     |
| Eetu Nousiainen |
| Vilho Palosaari |
| Kasperi Valto   |

| Name             |
| ---------------- |
| Mico Ahonen      |
| Henri Kavilo     |
| Paavo Romppainen |

| Name            |
| --------------- |
| Tuomas Kinnunen |
| Tomas Kuisma    |
| Tuomas Meis     |
| Riku Vartiainen |

- Cheftrainer: Igor Medved, Co-Trainer: Lasse Moilanen

#### Frankreich
Der Nationalkader Frankreichs wurde Anfang Mai 2024 bekanntgegeben. In der B-Mannschaft trainieren weitere Springer mit, die aber keinen offiziellen Kaderstatus haben.
| Name             |
| ---------------- |
| Jules Chervet    |
| Valentin Foubert |
| Enzo Milesi      |

| Name         |
| ------------ |
| Ari Repellin |

- Cheftrainer: Nicolas Dessum, Co-Trainer: Jan Matura, David Viry
- Trainer B-Mannschaft: Yoann Morel

#### Italien
Der italienische Skiverband gab Ende Mai 2024 seine Kadereinteilung bekannt. Dabei sind weiterhin Giovanni Bresadola und Alex Insam im A-Kader.
| Name               |
| ------------------ |
| Giovanni Bresadola |
| Alex Insam         |

| Name              |
| ----------------- |
| Andrea Campregher |

| Name            |
| --------------- |
| Francesco Cecon |

| Name                 |
| -------------------- |
| Maximilian Gartner   |
| Min Iorio            |
| Martino Zambenedetti |

- Cheftrainer: Jakub Jiroutek, Co-Trainer: Michael Lunardi
- Trainer Continental Cup: Sandro Sambugaro
- Trainer Jugend: Giancarlo Adami, Francesco Benetti

#### Japan
Die japanischen Kader wurden Mitte Juni bekannt gegeben. Die Gruppe B besteht aus Junioren. Es gibt zudem eine Nationale Gruppe mit 27 Springern. Zu dieser gehörten in dieser Saison auch Keiichi Satō und Taku Takeuchi, die in der vorherigen Saison noch der Gruppe A angehörten.
| Name            |
| --------------- |
| Ryōyū Kobayashi |

| Name               |
| ------------------ |
| Junshirō Kobayashi |
| Naoki Nakamura     |
| Ren Nikaidō        |

| Name             |
| ---------------- |
| Takuma Mikami    |
| Masaki Nakamura  |
| Haruto Nishikata |
| Riku Nishizawa   |
| Rintaro Okabe    |
| Asahi Sakano     |
| Seigo Sasaki     |
| Ritsuta Sugiyama |

- Cheftrainer: Kento Sakuyama

#### Norwegen
Der norwegische Kader für die Saison 2024/25 wurde Anfang Juli bekannt gegeben. Cheftrainer war Magnus Brevig, der allerdings nach den Nordischen Skiweltmeisterschaften wegen der Manipulation von mindestens zwei Sprunganzügen suspendiert wurde. Bis Saisonende sollte Bine Norčič übernehmen, gab sein Amt aber drei Tage später nach Unstimmigkeiten mit dem Verband wieder zurück. Der ehemalige Springer Anders Fannemel betreute die Springer  interimsweise für die letzten Wettkämpfe.
| Name                      |
| ------------------------- |
| Johann André Forfang      |
| Halvor Egner Granerud     |
| Robert Johansson          |
| Marius Lindvik            |
| Kristoffer Eriksen Sundal |

| Name                   |
| ---------------------- |
| Pål-Håkon Bjørtomt     |
| Anders Håre            |
| Bendik Jakobsen Heggli |
| Sindre Ulven Jørgensen |
| Benjamin Østvold       |
| Robin Pedersen         |
| Daniel-André Tande 2   |
| Fredrik Villumstad     |

- Cheftrainer: Magnus Brevig (bis 10. März), Bine Norčič (10.–13. März), Anders Fannemel (ab 13. März)

#### Polen
Der Nationalkader Polens wurde Ende Mai 2024 bekanntgegeben.
| Name                 |
| -------------------- |
| Jan Habdas           |
| Kacper Juroszek      |
| Dawid Kubacki        |
| Tomasz Pilch         |
| Kamil Stoch          |
| Paweł Wąsek          |
| Aleksander Zniszczoł |
| Piotr Żyła           |

| Name                  |
| --------------------- |
| Tymoteusz Amilkiewicz |
| Klemens Joniak        |
| Maciej Kot            |
| Adam Niżnik           |
| Marcin Wróbel         |

| Name              |
| ----------------- |
| Jan Galica        |
| Szymon Joiko      |
| Jarosław Krzak    |
| Klemens Murańka 3 |
| Andrzej Stękała   |
| Jakub Wolny       |

- Cheftrainer: Thomas Thurnbichler, Co-Trainer: Maciej Maciusiak Assistenten: Krzysztof Miętus, Mathias Hafele
- Trainer B-Mannschaft: Wojciech Topór, Co-Trainer: Krzysztof Biegun Assistent: Zbigniew Klimowski
- Trainer Junioren: Daniel Kwiatkowski, Assistenten: Grzegorz Miętus, Robert Mateja

#### Slowenien
Ende Mai 2024 gab der slowenische Skiverband seine Kadereinteilung für die neue Saison bekannt.
| Name         |
| ------------ |
| Žiga Jelar   |
| Lovro Kos    |
| Anže Lanišek |
| Žak Mogel    |
| Domen Prevc  |
| Timi Zajc    |

| Name             |
| ---------------- |
| Maksim Bartolj   |
| Jan Bombek       |
| Mark Hafnar      |
| Rok Masle        |
| Rok Oblak        |
| Jernej Presečnik |
| Matija Vidic     |
| Patrik Vitez     |

| Name            |
| --------------- |
| Tadej Benedik   |
| Jaka Drinovec   |
| Enej Faletič    |
| Nik Gostiša Lah |
| Žiga Jančar     |
| Jaka Kramer     |
| Urban Šimnic    |
| Mai Zakelšek    |

- Cheftrainer: Robert Hrgota, Co-Trainer: Miran Zupančič
- Trainer B-Kader: Goran Janus, Co-Trainer: Jan Družina
- Trainer Junioren: Gorazd Bertoncelj

#### Südkorea
Die südkoreanische Nationalmannschaft für die Saison 2024/25 bestand aus zwei Athleten. Mit dabei war der inzwischen 42-jährige Choi Heung-chul, der zuletzt außerhalb der Nationalmannschaft aktiv war.
| Name            |
| --------------- |
| Choi Heung-chul |
| Sunwoong Jang   |

- Trainer: Kim Hyun-ki

#### Tschechien
Die Tschechische Mannschaft kooperiert seit dem Frühjahr 2024 mit dem österreichischen Team.
| Name           |
| -------------- |
| Benedikt Holub |
| Roman Koudelka |

| Name          |
| ------------- |
| Josef Buchar  |
| Jan Ošmera    |
| David Rygl    |
| Daniel Škarka |

| Name         |
| ------------ |
| Jiří Černý   |
| Filip Křenek |

- Cheftrainer: Gaj Trček, Assistenztrainer: Jure Šinkovec
- Trainer Junioren: František Vaculík

#### USA
Der Kader der USA wurde im September 2024 bekanntgegeben.
| Name         |
| ------------ |
| Erik Belshaw |
| Tate Frantz  |
| Casey Larson |

| Name          |
| ------------- |
| Decker Dean   |
| Andrew Urlaub |

| Name          |
| ------------- |
| Kevin Bickner |
| Jason Colby   |

| Name           |
| -------------- |
| Schuyler Clapp |
| Maxim Glyvka   |
| Sawyer Graves  |
| Henry Loher    |

- Cheftrainer: Tore Sneli, Assistent: Espen Røe

### Damen

#### Deutschland
Der DSV gab Anfang Mai 2024 die Kadereinteilung für die Saison 2024/25 bekannt. Neuer Cheftrainer der Damen ist der Österreicher Heinz Kuttin.
| Name             |
| ---------------- |
| Selina Freitag   |
| Luisa Görlich    |
| Anna Hollandt    |
| Katharina Schmid |

| Name                      |
| ------------------------- |
| Pauline Eichhorn pausiert |
| Alvine Holz               |
| Pia Lilian Kübler         |
| Agnes Reisch              |
| Anna-Fay Scharfenberg     |
| Juliane Seyfarth          |

| Name             |
| ---------------- |
| Lia Böhme        |
| Kim Amy Duschek  |
| Joanna Eberle    |
| Sina Kiechle     |
| Julina Kreibich  |
| Megi Lou Schmidt |
| Emily Teubner    |

| Name                   |
| ---------------------- |
| Anna Deufel            |
| Lisa Feicht            |
| Annika Kinne           |
| Lara Sophie Legenmajer |
| Miriam Tröscher        |
| Mila Twarok            |
| Lotta Wilfert          |
| Megi Lou Schmidt       |
| Mia Zettler            |

- Cheftrainer: Heinz Kuttin, Co-Trainer: Thomas Juffinger
- Trainer Lehrgangsgruppe Ib: Maximilian Echsler
- Trainer Lehrgangsgruppe IIa: André Pschera, Ralph Gebstedt
- Trainer Lehrgangsgruppe IIb: Daniel Kremer

#### Österreich
| Name                       |
| -------------------------- |
| Lisa Eder                  |
| Marita Kramer              |
| Eva Pinkelnig              |
| Jacqueline Seifriedsberger |

| Name             |
| ---------------- |
| Chiara Kreuzer   |
| Julia Mühlbacher |
| Hannah Wiegele   |

| Name            |
| --------------- |
| Elisa Deubler   |
| Sara Pokorny    |
| Sahra Schuller  |
| Luise Tritscher |
| Meghann Wadsak  |

- Cheftrainer: Bernhard Metzler

#### Schweiz
Im Schweizer B-Kader steht mit Sina Arnet nur noch eine Springerin. Dafür gibt es in der neuen Saison wieder Springerinnen im C-Kader.
| Name       |
| ---------- |
| Sina Arnet |

| Name            |
| --------------- |
| Simone Buff     |
| Rea Kindlimann  |
| Emely Torazza 6 |
| Celina Wasser   |

- Cheftrainer: Roger Kamber

#### Finnland
Der finnische A-Kader der Frauen besteht in der neuen Saison nur aus einer Athletin. Julia Kykkänen bereitet sich individuell auf den Winter vor.
| Name             |
| ---------------- |
| Jenny Rautionaho |

| Name          |
| ------------- |
| Sofia Mattila |
| Oosa Thure    |

- Cheftrainer: Ossi-Pekka Valta

#### Frankreich
Der Nationalkader Frankreichs wurde im Mai 2024 bekanntgegeben.
| Name              |
| ----------------- |
| Emma Chervet      |
| Joséphine Pagnier |

| Name                |
| ------------------- |
| Lilou Zepchi-Ducrot |

- Cheftrainer: Damien Maitre, Co-Trainer: Jan Matura, David Viry
- Trainer B-Mannschaft: Tanguy Bosmorin

#### Italien
Der italienische Skiverband gab Ende Mai 2024 seine Kadereinteilung bekannt. Annika Sieff steht als einzige Springerin im A-Kader. Lara Malsiner und Jessica Malsiner rutschen ins B-Team. Neuer Cheftrainer ist der österreicher Harald Rodlauer.
| Name         |
| ------------ |
| Annika Sieff |

| Name             |
| ---------------- |
| Martina Ambrosi  |
| Jessica Malsiner |
| Lara Malsiner    |
| Noelina Vuerich  |
| Martina Zanitzer |

| Name                  |
| --------------------- |
| Camilla Henni Comazzi |

| Name               |
| ------------------ |
| Asia Marcato       |
| Erika Pinzani      |
| Leonie Runggaldier |

- Cheftrainer: Harald Rodlauer, Co-Trainer: Romed Moroder, Zeno von Lenardo
- Trainer Jugend: Francesco Benetti

#### Japan
Der japanische Skiverband gab Mitte Juni 2024 seine Kadereinteilung bekannt. Es gibt eine nationale Gruppe, die 19 Springerinnen umfasst.
| Name     |
| -------- |
| Yūki Itō |

| Name            |
| --------------- |
| Nozomi Maruyama |
| Nagomi Nakayama |
| Yūka Setō       |
| Sara Takanashi  |

| Name            |
| --------------- |
| Mei Hasegawa    |
| Kurumi Ichinohe |
| Haruka Iwasa    |
| Riko Iwasaki    |
| Ringo Miyajima  |
| Kikka Sakamoto  |
| Riko Sakurai    |
| Yuzuki Sato     |

- Cheftrainer: Tomoharu Yokokawa

#### Norwegen
Der norwegische Kader für die Saison 2024/25 wurde Anfang Juli bekannt gegeben.
| Name                 |
| -------------------- |
| Thea Minyan Bjørseth |
| Eirin Maria Kvandal  |
| Silje Opseth         |
| Anna Odine Strøm     |

| Name                       |
| -------------------------- |
| Ingrid Græsli              |
| Kjersti Græsli             |
| Ingvild Synnøve Midtskogen |
| Nora Midtsundstad          |
| Heidi Dyhre Traaserud      |

- Cheftrainer: Christian Meyer

#### Polen
Ende Mai 2024 gab der polnische Skiverband seinen neuen Kader bekannt. Neuer Cheftrainer der Frauen ist Marcin Bachleda.
| Name              |
| ----------------- |
| Pola Bełtowska    |
| Paulina Cieślar   |
| Nicole Konderla   |
| Wiktoria Przybyła |
| Natalia Słowik    |
| Anna Twardosz     |

- Cheftrainer: Marcin Bachleda, Co-Trainer: Stefan Hula

#### Slowenien
Ende Mai 2024 gab der slowenische Skiverband seine Kadereinteilung für die neue Saison bekannt.
| Name         |
| ------------ |
| Taja Bodlaj  |
| Tina Erzar   |
| Ema Klinec   |
| Katra Komar  |
| Ajda Košnjek |
| Nika Prevc   |
| Nika Vodan   |

| Name              |
| ----------------- |
| Živa Andrič       |
| Jerica Jesenko    |
| Katarina Pirnovar |
| Urša Vidmar       |

- Cheftrainer: Jurij Tepeš
- Co-Trainer: Andraž Pograjc, Jan Jamnik
- Trainer Jugend: Sten Baloh

#### Tschechien
Vier Springerinnen stehen im tschechischen Nationalkader. Sie bekommen mit Dominik Durco einen neuen Trainer.
| Name                |
| ------------------- |
| Anežka Indráčková   |
| Karolína Indráčková |
| Veronika Jenčová    |
| Klára Ulrichová     |

| Name               |
| ------------------ |
| Natálie Nejedlová  |
| Julie Ošmerová     |
| Barbora Štěpánková |

- Cheftrainer: Dominik Ďurčo, Co-Trainer: Jaroslav Šimek
- Trainer Juniorinnen: Dalibor Marek

#### USA
Der Kader der USA wurde im September 2024 bekanntgegeben.
| Name           |
| -------------- |
| Annika Belshaw |
| Paige Jones    |

| Name             |
| ---------------- |
| Estella Hassrick |
| Josie Johnson    |
| Samantha Macuga  |
| Sandra Sproch    |

- Cheftrainer: Trevor Edlund, Assistentin: Line Jahr